# Almenara (Castellón)
Almenara es un municipio de la provincia de Castellón en la Comunidad Valenciana, España. Pertenece a la comarca de la Plana Baja. Su población censada en 2019 era de 5.998 habitantes (INE).

## Toponimia

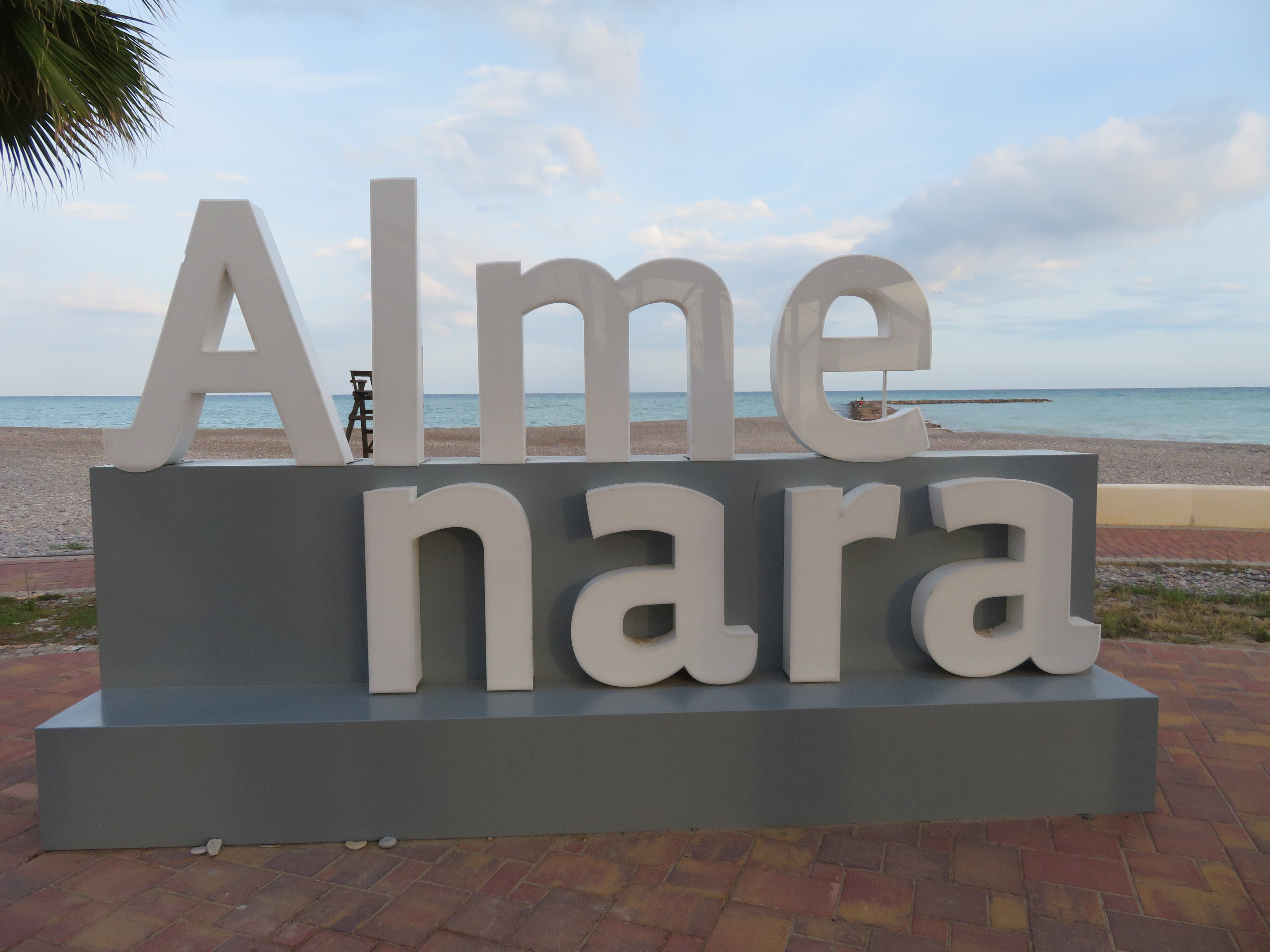
Almenara.

El término Almenara proviene del árabe المنارة (al-manāra) «el faro» o «la atalaya», a su vez derivado de نار (nār) «fuego». El nombre hace referencia a las torres árabes situadas en el cerro del Castillo, desde las que se encendían fuegos como señal de aviso. Existen topónimos similares en España como Almenara de Adaja, (Valladolid), Almenara de Tormes, (Salamanca), y otra ciudad con la misma denominación en Brasil, en el estado de Minas Gerais.

## Geografía física
Integrado en la comarca de Plana Baja, se sitúa a 33 kilómetros de la capital provincial. El término municipal está atravesado por autopista del Mediterráneo (AP-7), por la autovía del Mediterráneo (A-7) y por la carretera nacional N-340, entre los pK 942 y 945. Almenara se sitúa en la transición entre llanura de la Plana, al norte del término y la comarca natural del Valle de Segó, en donde se sitúa el pueblo y las mejores tierras, aunque administrativamente se encuadra en el sector más meridional de la Plana Baja, entre la costa mediterránea y las estribaciones de la sierra de Espadán.
El término, predominantemente es pilila llano al sur y al este, es más accidentado hacia el norte y, sobre todo, al oeste, donde se levanta la Montaña de la Frontera (369 m). Al norte del casco urbano se alza el cerro del Castillo (175 m) y al este del ferrocarril, a tan sólo 2,5 km del mar, se levantan los montes Puig del Cid (110 m) y Montanya Blanca (92 m). La costa, de más de 3 kilómetros, es baja y arenosa y entre ésta y la tierra firme se extiende el marjal, aprovechado desde mediados del siglo XIX para el cultivo de arroz, y que está separado de la playa de Casablanca por una estrecha restinga. El pueblo se alza a 74 metros sobre el nivel del mar. 
El término está drenado por los barrancos de la Murta y el Arquet, al sur, y los de Covatelles y Talavera al norte. Todos ellos desaparecen entre los marjales, sin llegar a desaguar al mar. La superficie forestal está restringida a la zona alta e inaccesible de las montañas, y está constituida por pinos, romero, aliaga y ginesta; y al marjal, donde crecen juncales.
Localidades limítrofes
| Noreste: Vall de Uxó                                      | Norte: Vall de Uxó y La Llosa                   | Noreste: La Llosa                                  |
| Oeste: Sagunto (Valencia) y Cuart de les Valls (Valencia) |                                                 | Este: Mar Mediterráneo                             |
| Suroeste: Quartell (Valencia)                             | Sur: Benavites (Valencia) y Quartell (Valencia) | Sureste: Benavites (Valencia) y Sagunto (Valencia) |

## Historia

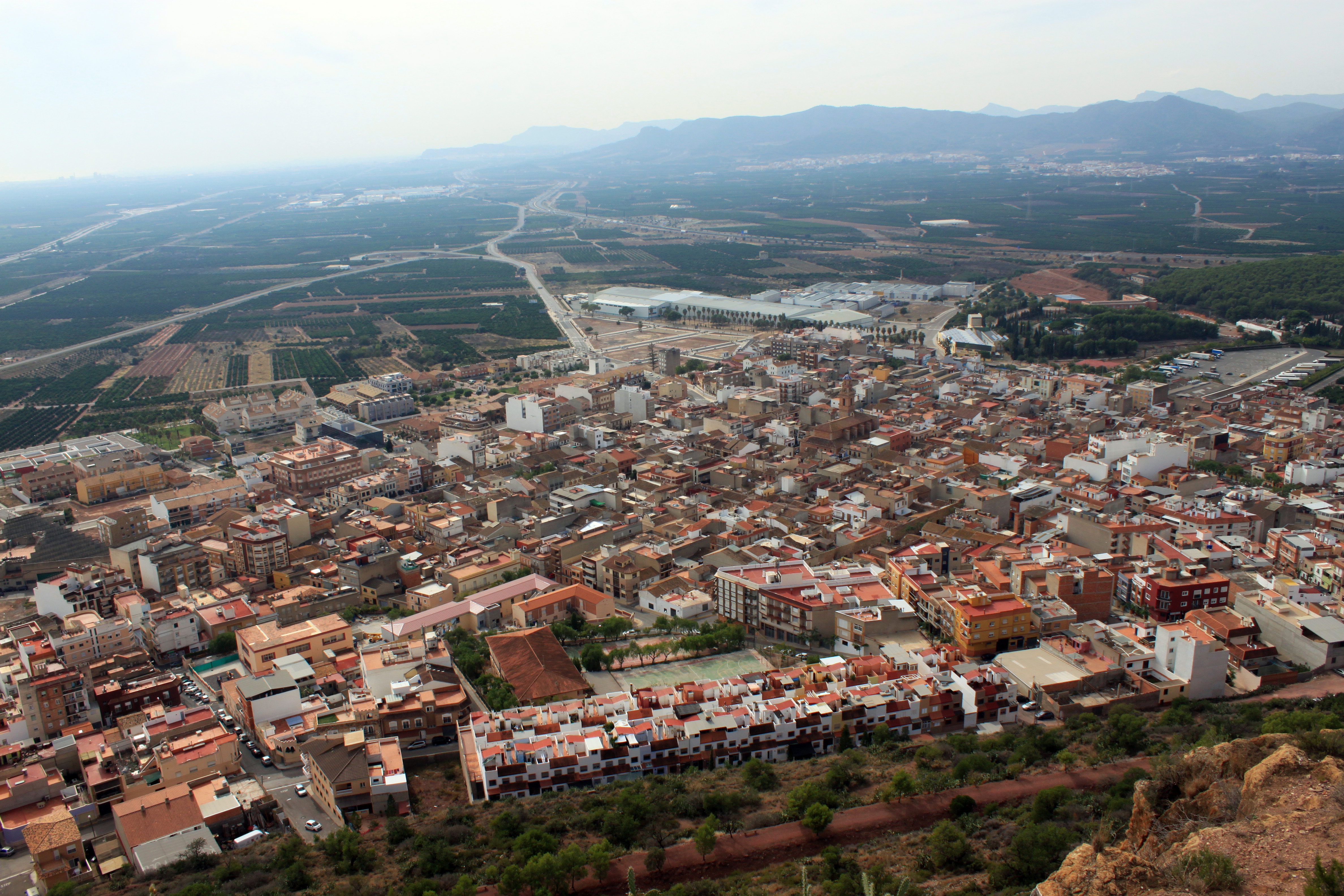
Vista del casco urbano de Almenara desde el cerro del Castillo.

Los testimonios más antiguos del término de Almenara consisten en unos hallazgos líticos del Estany Gran, fechados en el Epipaleolítico, así como unos dólmenes y un posible menhir del Eneolítico. Hay un poblado de la Edad del Bronce en la Montaña Blanca, y pequeños restos en la Corona y el Abric de les Cinc. En la zona que ocupa el actual castillo se han hallado un poblado y necrópolis ibéricos, bastante destruidos por las construcciones posteriores. Hay, así mismo, restos de una intensa romanización, ligada a la vecina Sagunto y que atestiguan el yacimiento del Punto del Cid y los restos de un embarcadero que han aparecido en los marjales costeros. Se conocen, además, 18 lápidas romanas, algunos tramos de caminos, y los restos de una villa y una torre en las cercanías de los estanys.
En época andalusí se construyó el castillo de cuyo faro toma el nombre la ciudad. Este controlaba el litoral de la Plana de Burriana, al norte, y la de Murviedro, al sur. En 1236 fue incluida en la donación del distrito de Segorbe por parte de los musulmanes al obispo de Albarracín. Sin embargo, los pobladores se defendieron y fue Jaime I quien tomó efectivamente la plaza en 1238. Si bien se conservaron varias alquerías dispersas en el término, los nuevos pobladores cristianos decidieron construir una nueva población a los pies del castillo, a partir de la cual se desarrolló el actual casco urbano de Almenara.
En 1292 pasó a manos de Joan de Próxita, señor de la Baronía de Luchente, previo pago de 220 000 sueldos. Después, fue cabeza de la Baronía y posterior Condado de Almenara, del que formaban parte Chilches, La Llosa y Cuart de les Valls, y en el siglo XVIII las alquerías de Benavites, Cuartell, Palma de Gandia y Benisanó. En 1521 tuvo lugar, en las cercanías de la población, la Batalla de Almenara, entre las tropas realistas del duque de Segorbe y los agermanados, que fueron derrotados y cuyo declive comenzó tras esta derrota. Se produjeron así mismo importantes batallas durante la guerra de la Independencia. La población, que había aumentado considerablemente desde finales del siglo XVIII sufrió un retroceso a finales del xix debido a las varias epidemias que asolaron la zona. En el Diccionario de Madoz (1845-1850) aparece la siguiente descripción:

Villa con ayuntamiento de la provincia [...] de Castellón de la Plana (5 leguas) [...] Situada en la falda de un elevado monte, que domina los demás cerros que dentro del término se levantan. [...] La influencia [de los vientos] no es bastante a despejar la atmósfera de los miasmas mortíferos que exhalan los pantanosos marjales que se encuentran desde los estanques hasta el mar, los cuales son causa de que desarrollen muchas fiebres intermitentes [...] Forman la población y sus dos arrabales, llamado el uno de Valencia y el otro del Vall, 340 casas de dos pisos, bien ventiladas, construidas de cal y piedra rodeno, con todas las comodidades que las necesidades de los vecinos y la agricultura, su principal industria, hacen indispensables; están distribuidas en calles rectas, espaciosas y limpias, y dos plazas de muy buena figura. [...] Tiene una escuela de primeras letras [...], otra de niñas [...] y una iglesia parroquial situada en el centro de la villa bajo la advocación de los Santos Juanes [...], el edificio es sólido y hermoso: su frente por la parte esterior es de mármol azul trabajado por canteros naturales de la villa. [...] El cementerio ocupa un punto ventilado fuera de la población; hay además dos capillas públicas dedicadas a Nuestra Señora del Buen-Suceso y San Roque. Antes de la esclaustración hubo un convento de dominicos, el cual se destruyó en el año de 1839 para reparar la fortificación de la villa. Rodea al pueblo una fuerte muralla de siete palmos de espesor y 25 de elevación, flanqueada de torres en sus ángulos salientes [...]; se sale de esta al campo por tres puertas, la denominada de Valencia, que es la principal, la de Barcelona y la Vall. Entre el arrabal de Valencia y de la Vall hay una cisterna que se llena todos los años en el mes de enero de agua de la fuente de Cuart, para beber en los meses de verano. [...] El terreno en su mayor extensión es llano; [...] las tierras cultivadas son en general de la mejor calidad, y muy feraces, pobladas en gran parte de moreras, olivas y algarrobos; el monte cría pinos, carrascos y arbustos de diferentes especies. Por medio del arrabal llamado del Vall, pasa el camino general de calzadas que desde Madrid conduce por Valencia a Barcelona; con este motivo hay en dicho arrabal tres posadas, donde mudan tiro las diligencias que diariamente cruzan de Valencia a Castellón [...]. produce trigo, arroz, judías, maíz, habas, vino, aceite, algarrobas, hortalizas, frutas de toda especie, entre ellas naranjas y limones; cáñamo, seda y abundante caza. industria: tres telares de lienzos ordinarios, tres molinos harineros, nueve de aceite, una tienda de telares y quincalla y otra de drogas y géneros ultramarinos. comercio: exportación de la seda y demás frutos sobrantes población 336 vecinos, 1270 almas [...]
Diccionario de Madoz

## Demografía
Almenara cuenta con una población de 6710 habitantes (INE 2024).
| Gráfica de evolución demográfica de Almenara entre 1842 y 2021                                                      |
| |
| Población de derecho según los censos de población del INE Población de hecho según los censos de población del INE |

A principios del siglo XVI Almenara contaba con 144 vecinos (unos 580 habitantes), población que se mantuvo estable hasta mediados del siglo XVIII, en que alcanzó los 400 vecinos (unos 1600 habitantes). La población quedó estable de nuevo hasta la década de 1950 en que se duplicó hasta alcanzar los 2840 habitantes. En 1981 se duplicó de nuevo, al alcanzar los 5032 habitantes, cifra que se mantuvo casi invariable hasta 2005, cuando volvió a haber un incremento demográfico considerable.
El núcleo histórico y principal de Almenara se encuentra a unos 4 km de la costa, bajo el cerro del Castillo. En la mitad norte de la restinga que separa la zona de marjales de la playa de Casablanca se ha desarrollado el barrio de Platja d'Almenara - Casablanca (conocido también como «Barrio Mar») que contaba con 840 habitantes en 2011.
El municipio tiene una superficie de 27.63 km2.
| Evolución demográfica de Almenara | Evolución demográfica de Almenara | Evolución demográfica de Almenara | Evolución demográfica de Almenara | Evolución demográfica de Almenara | Evolución demográfica de Almenara | Evolución demográfica de Almenara | Evolución demográfica de Almenara | Evolución demográfica de Almenara | Evolución demográfica de Almenara | Evolución demográfica de Almenara | Evolución demográfica de Almenara | Evolución demográfica de Almenara | Evolución demográfica de Almenara | Evolución demográfica de Almenara | Evolución demográfica de Almenara | Evolución demográfica de Almenara | Evolución demográfica de Almenara | Evolución demográfica de Almenara | Evolución demográfica de Almenara | Evolución demográfica de Almenara | Evolución demográfica de Almenara | Evolución demográfica de Almenara | Evolución demográfica de Almenara | Evolución demográfica de Almenara | Evolución demográfica de Almenara | Evolución demográfica de Almenara | Evolución demográfica de Almenara | Evolución demográfica de Almenara | Evolución demográfica de Almenara |
| 1713                              | 1794                              | 1842                              | 1857                              | 1860                              | 1887                              | 1900                              | 1910                              | 1920                              | 1930                              | 1940                              | 1950                              | 1960                              | 1970                              | 1981                              | 1990                              | 1992                              | 1994                              | 1996                              | 1998                              | 2000                              | 2002                              | 2004                              | 2005                              | 2006                              | 2007                              | 2008                              | 2009                              | 2010                              | 2011                              |
| --------------------------------- | --------------------------------- | --------------------------------- | --------------------------------- | --------------------------------- | --------------------------------- | --------------------------------- | --------------------------------- | --------------------------------- | --------------------------------- | --------------------------------- | --------------------------------- | --------------------------------- | --------------------------------- | --------------------------------- | --------------------------------- | --------------------------------- | --------------------------------- | --------------------------------- | --------------------------------- | --------------------------------- | --------------------------------- | --------------------------------- | --------------------------------- | --------------------------------- | --------------------------------- | --------------------------------- | --------------------------------- | --------------------------------- | --------------------------------- |
| 668~                              | 1.600~                            | 1.270                             | 1.354                             | 1.372                             | 1.190                             | 1.503                             | 1.778                             | 1.825                             | 2.106                             | 2.412                             | 2.840                             | 3.505                             | 4.091                             | 5.032                             | 5.090                             | 5.042                             | 5.081                             | 5.018                             | 5.001                             | 4.912                             | 5.016                             | 5.045                             | 5.069                             | 5.324                             | 5.440                             | 5.705                             | 5.926                             | 6.007                             | 6.102                             |

## Política
| Periodo   | Nombre                        | Partido   |
| --------- | ----------------------------- | --------- |
| 1979-1983 | Vicente Morales Canelles      | PSPV-PSOE |
| 1983-1987 | Josep Vicent Pastor Casanova  | PSPV-PSOE |
| 1987-1991 | Josep Vicent Pastor Casanova  | PSPV-PSOE |
| 1991-1995 | José Luis Argamasilla Córdoba | EUPV      |
| 1995-1999 | José Luis Argamasilla Córdoba | EUPV      |
| 1999-2003 | Vicente Gil Olmedo            | PSPV-PSOE |
| 2003-2007 | Vicente Gil Olmedo            | PSPV-PSOE |
| 2007-2011 | Vicente Gil Olmedo            | PSPV-PSOE |
| 2011-2015 | Vicente Gil Olmedo            | PSPV-PSOE |
| 2015-2019 | Estíbaliz Pérez Navarro       | PSPV-PSOE |
| 2019-2023 | Estíbaliz Pérez Navarro       | PSPV-PSOE |
| 2023-act. | Estíbaliz Pérez Navarro       | PSPV-PSOE |

## Economía
El 85 % del término estaba cultivado en 2002 (2.352 ha), si bien el secano (321 ha) se encuentra en estado de semiabandono. En regadío predominan el mandarino (1237 ha), el naranjo (191 ha) y las hortalizas (355). Tan sólo el 9 % de la población se dedicaba en 2002 a actividades directamente agrícolas, y apenas un 13 % se dedicaba a la industria, siendo la misma la cifra para el sector de la construcción. El 76 % restante estaba ocupado en el sector terciario, sobre todo en el comercio.

## Transportes
Por el término de Almenara circulan las siguientes carreteras:
| A-7 Enlaza Algeciras con Barcelona.               |
| AP-7 Enlaza Algeciras con Francia en La Junquera. |
| CV-232 Enlaza la A-7 con Nules.                   |

Tiene también servicio ferroviario a través de la línea C-6 del Cercanías de Valencia que opera Renfe.

## Patrimonio

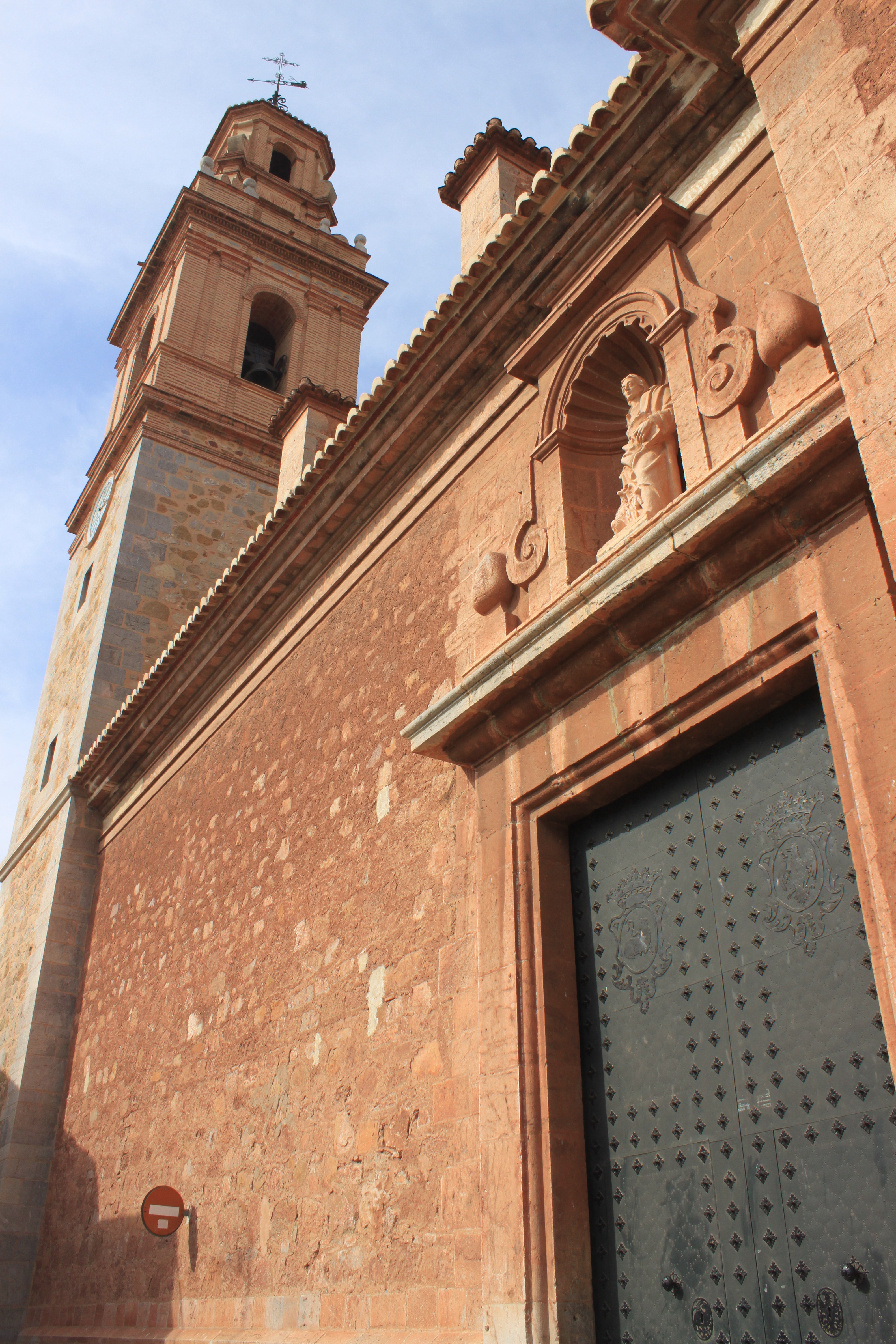
Iglesia parroquial de los Santos Juanes

### Patrimonio religioso
- Iglesia parroquial de los Santos Juanes: data del siglo XVIII.

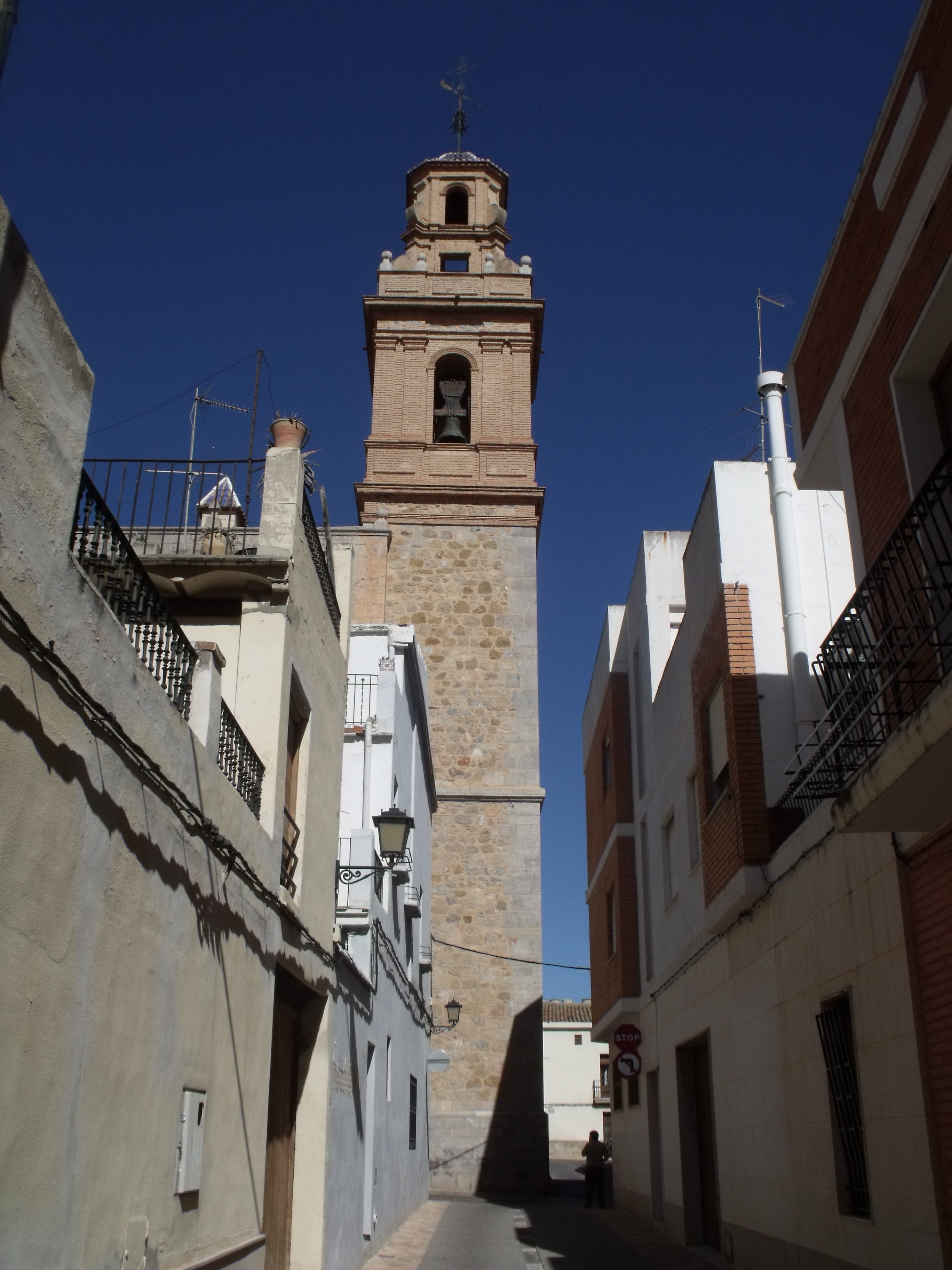
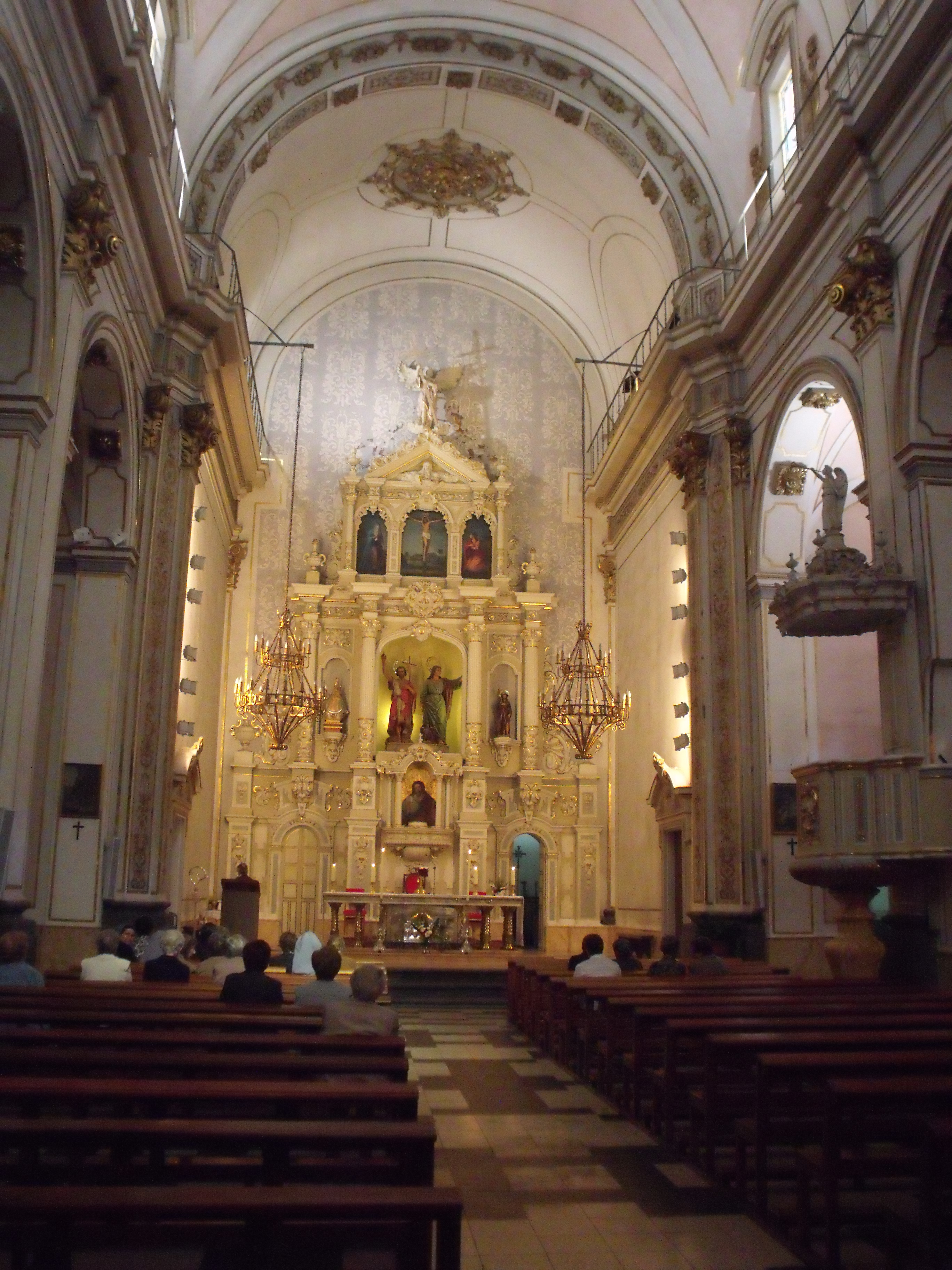
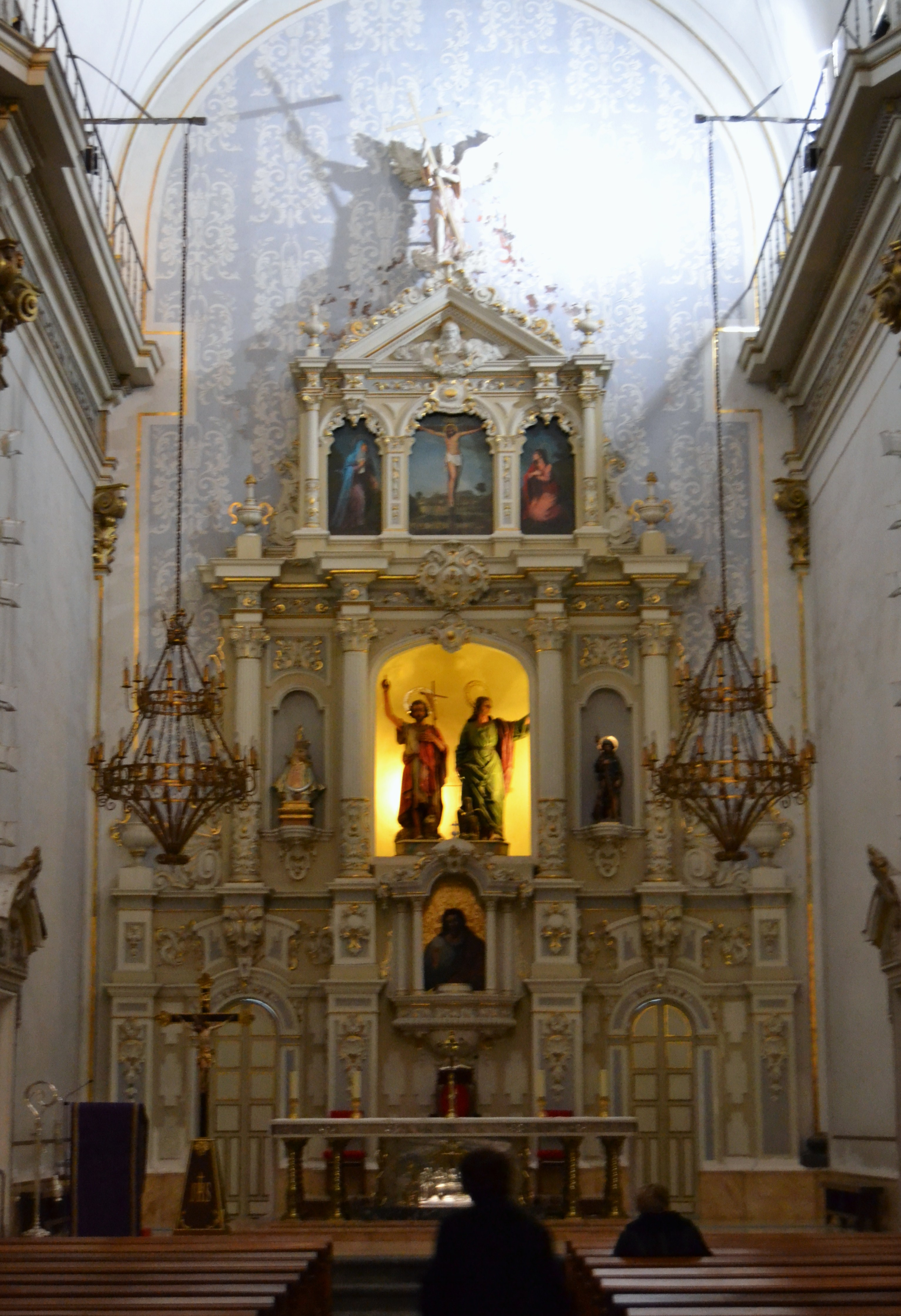
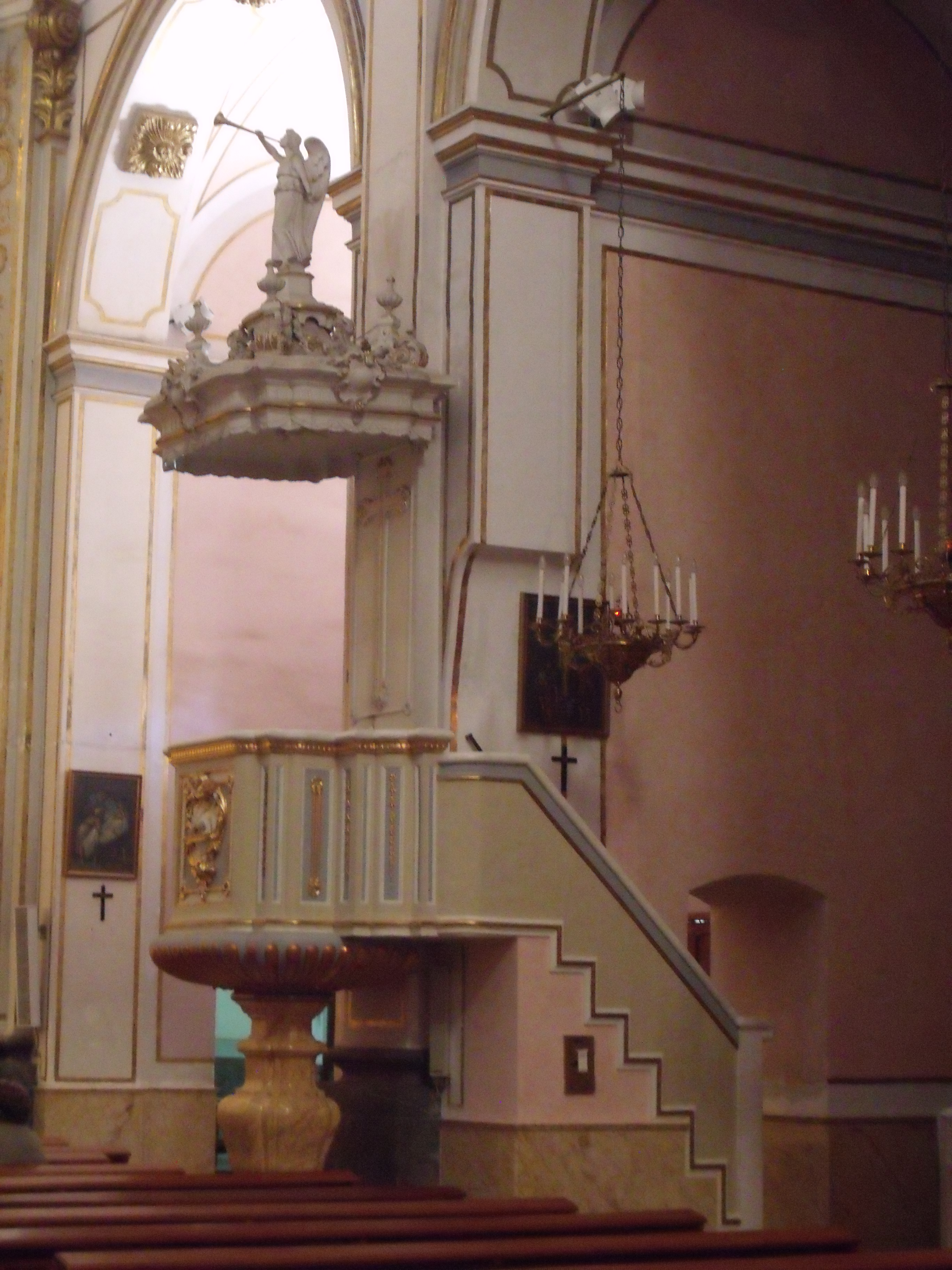
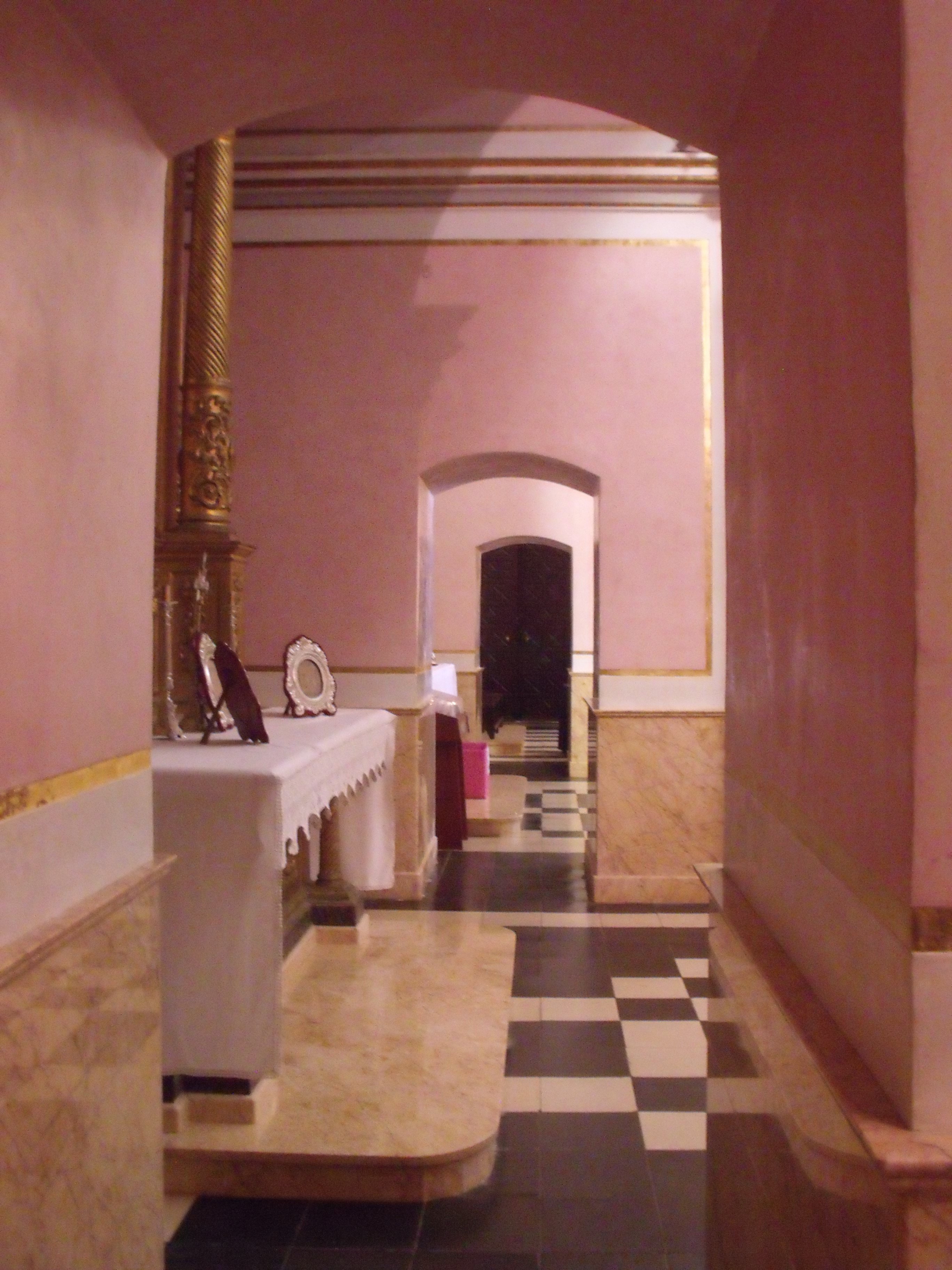
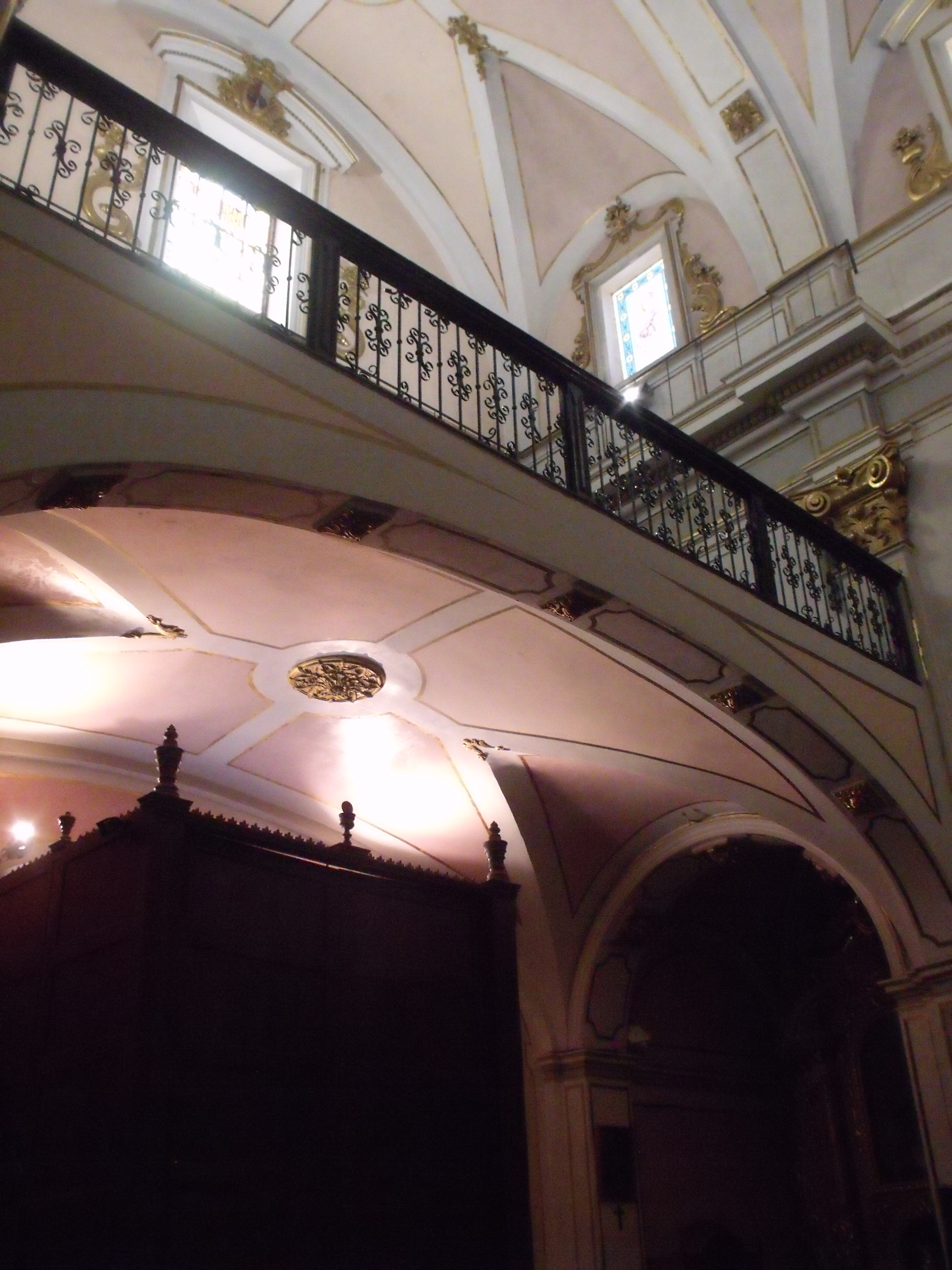
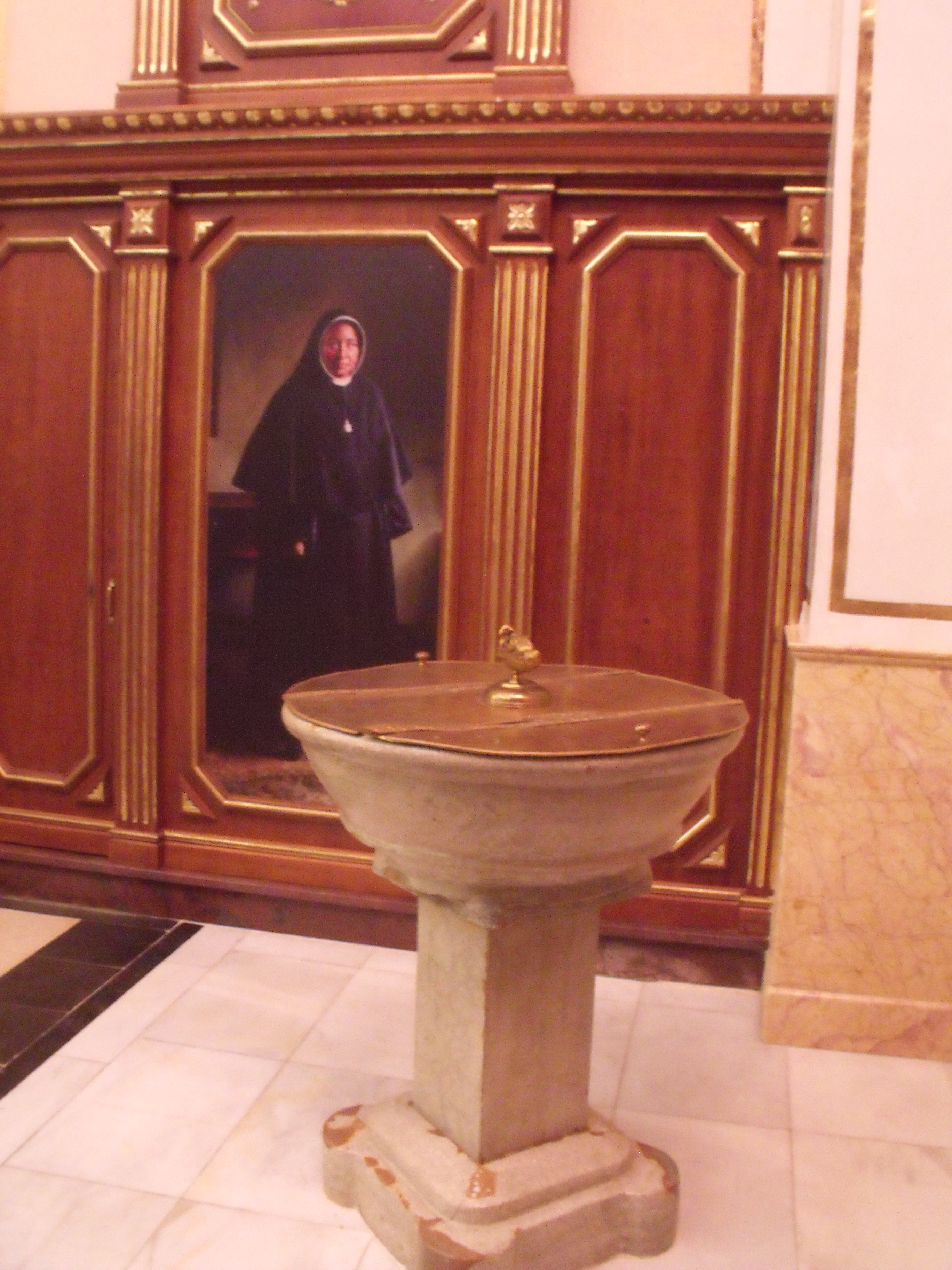

- La Creueta: se trata de una cruz gótica situada en uno de los parques de la ciudad.
- Estatua de la Madre Genoveva: dedicada a Santa Genoveva Torres Morales, que nació en Almenara en 1870.

### Patrimonio civil y militar
- Castillo de Almenara: está situado sobre el cerro que domina la población y fue construido por los árabes sobre los restos de un poblado ibérico. Estuvo en activo durante la Edad Media, y fue residencia de Jaime I de Aragón y su esposa, Violante de Hungría. Actualmente está en ruinas, pero se conservan restos de las tres líneas de muralla y dos torres, llamadas del Abuelo (l'Agüelet) y de la Abuela (l'Agüeleta).[10]

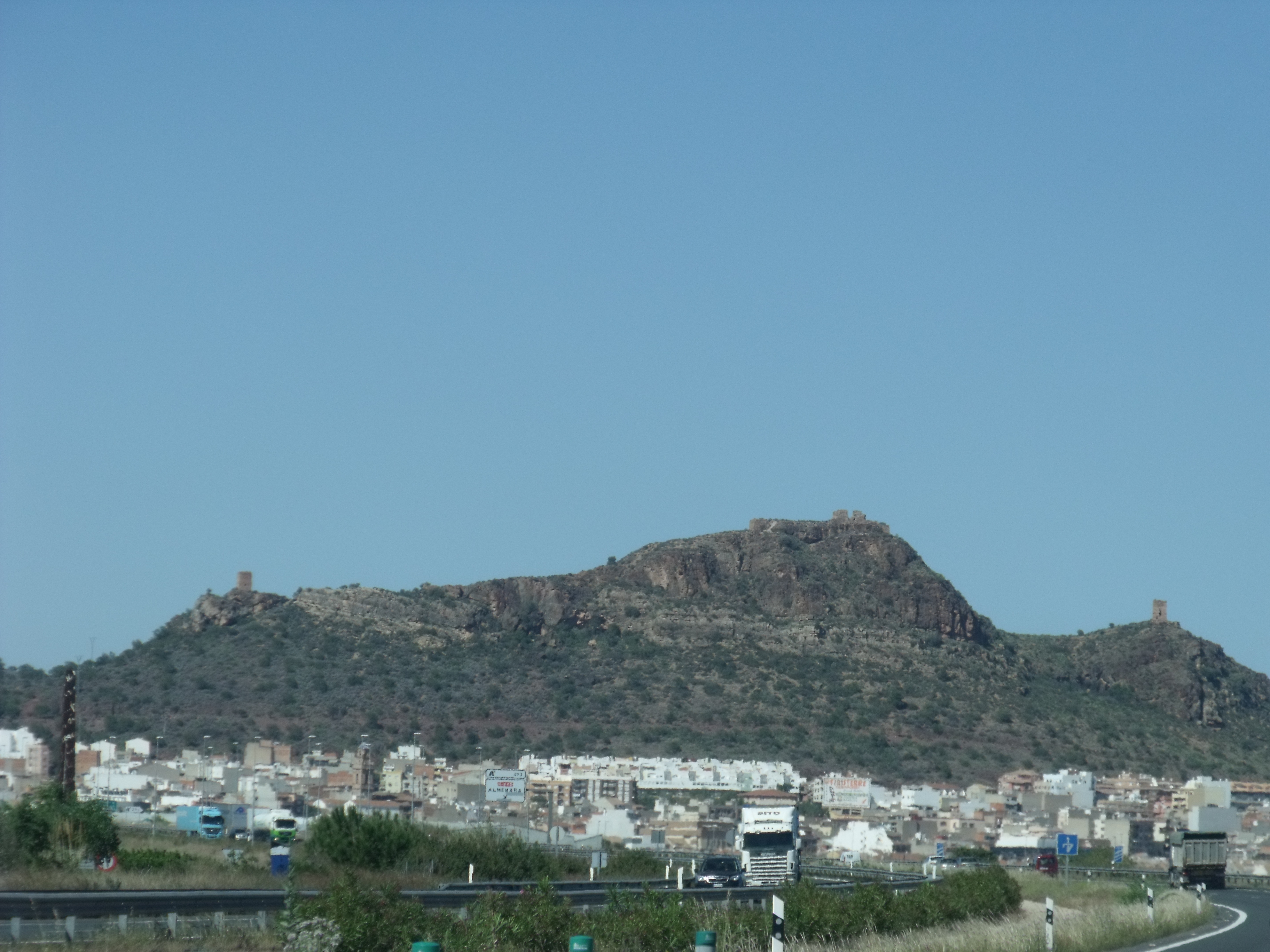
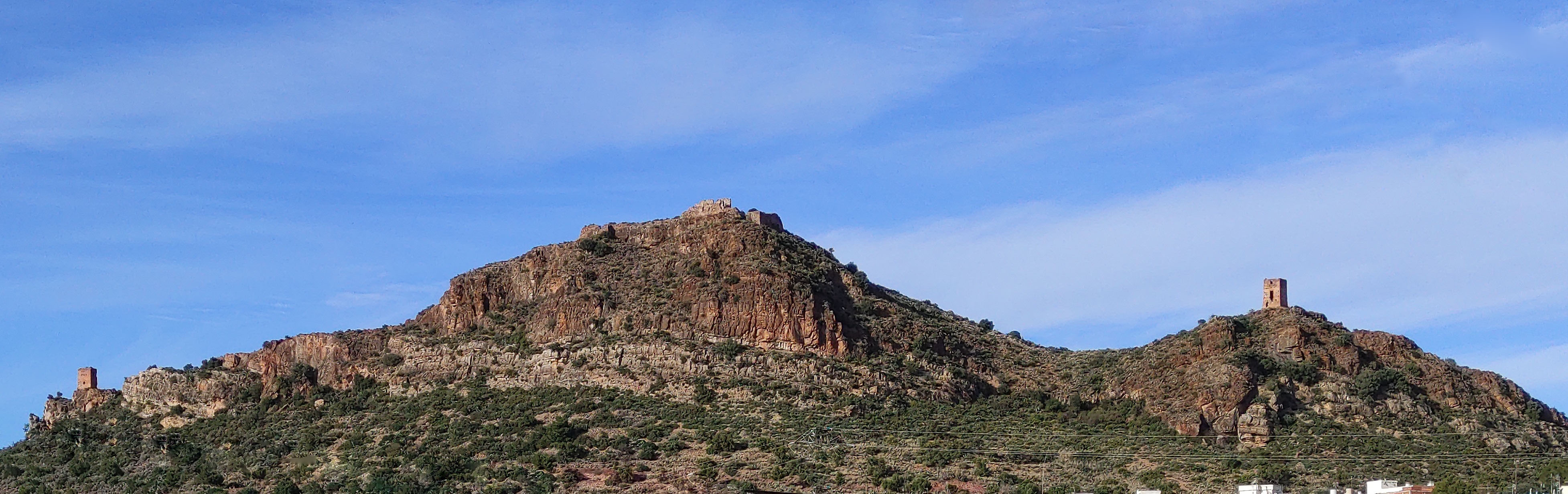
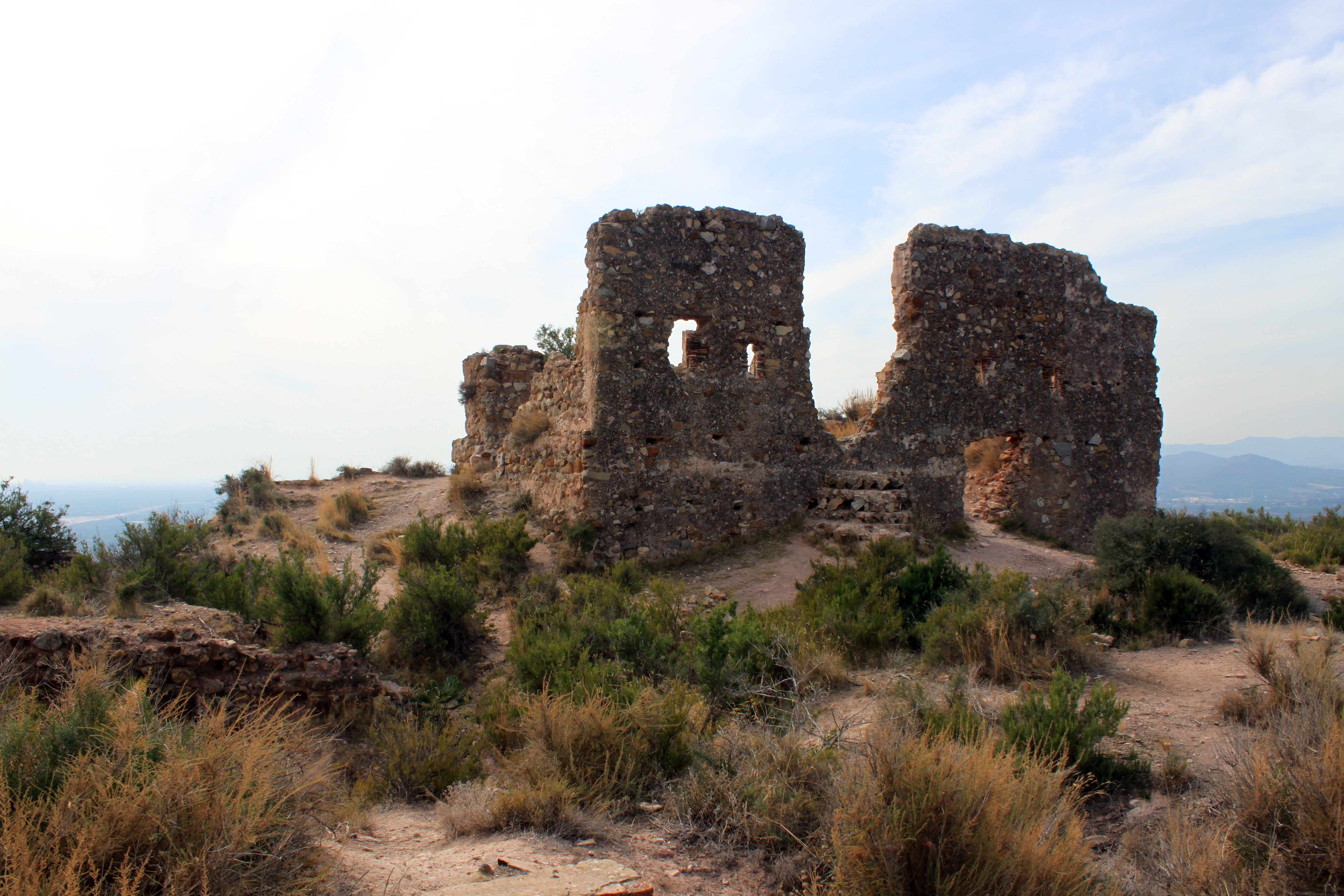
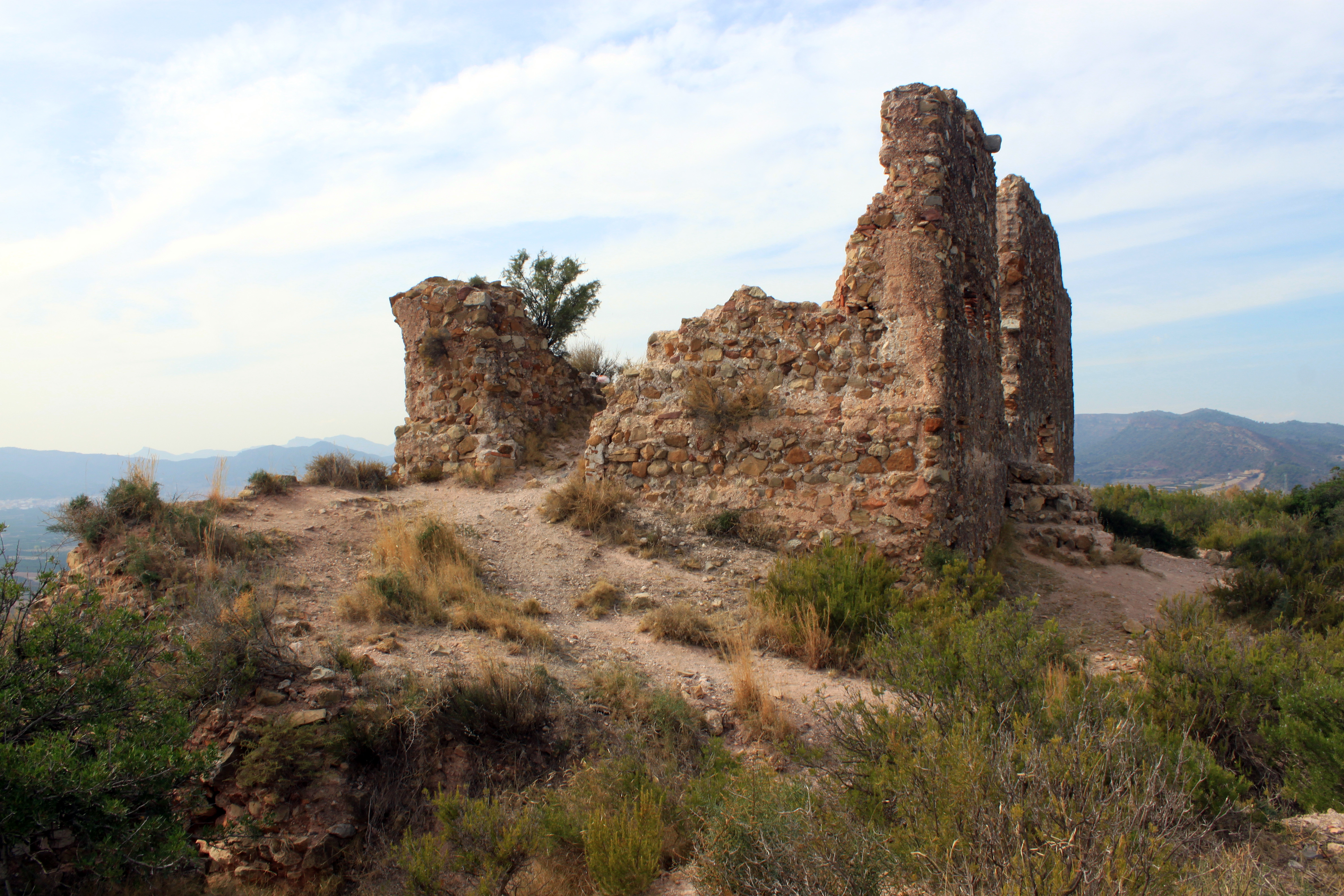
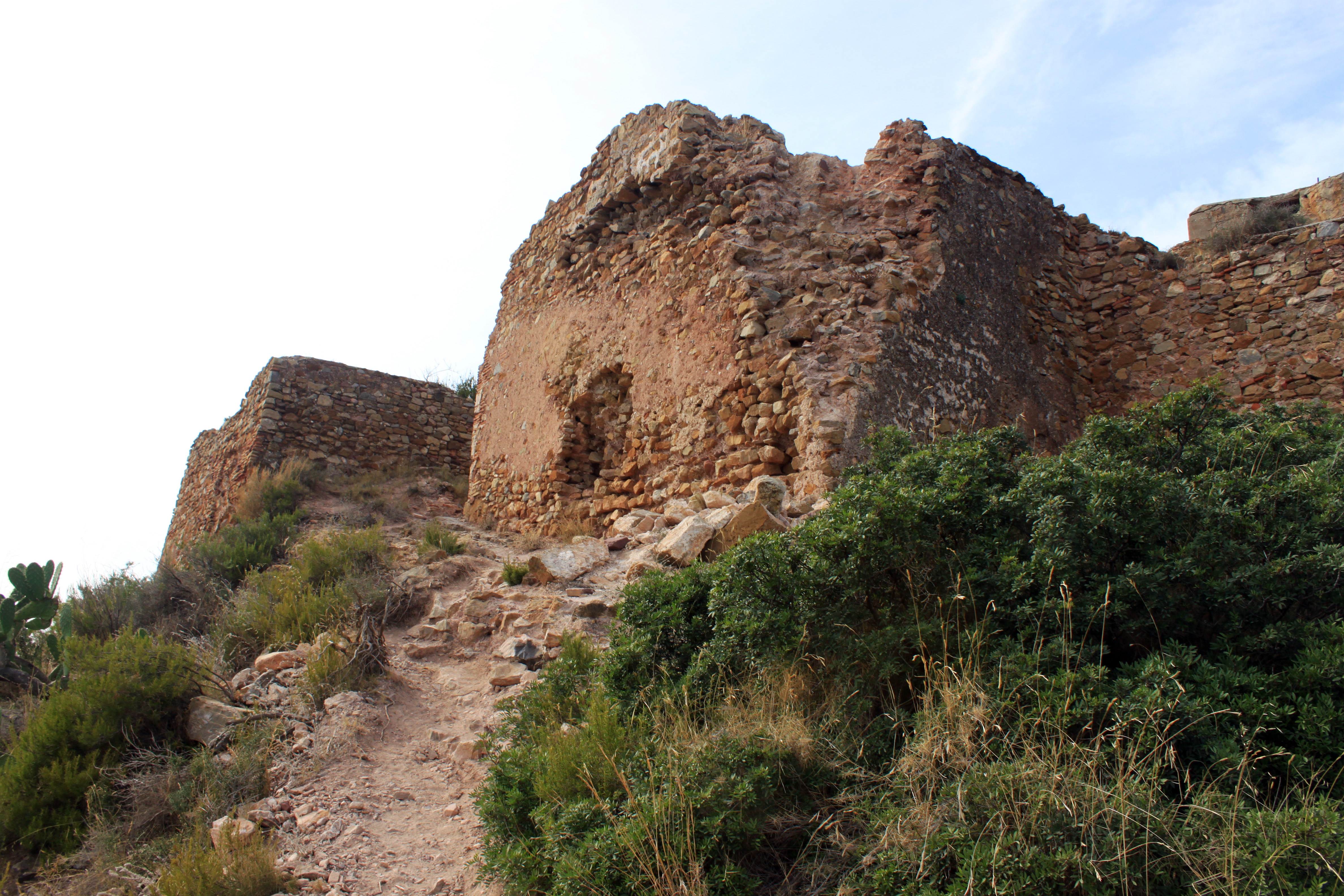
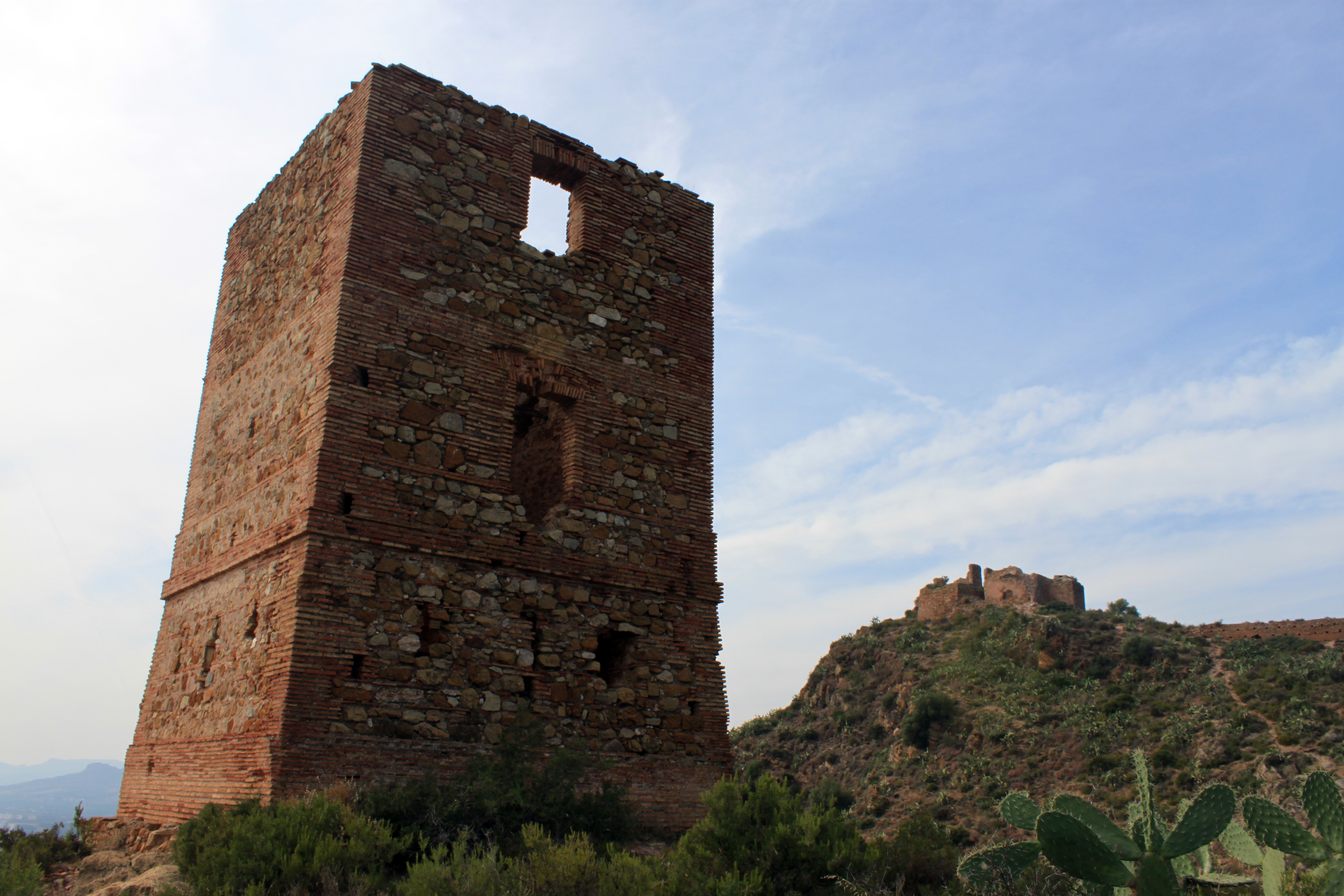
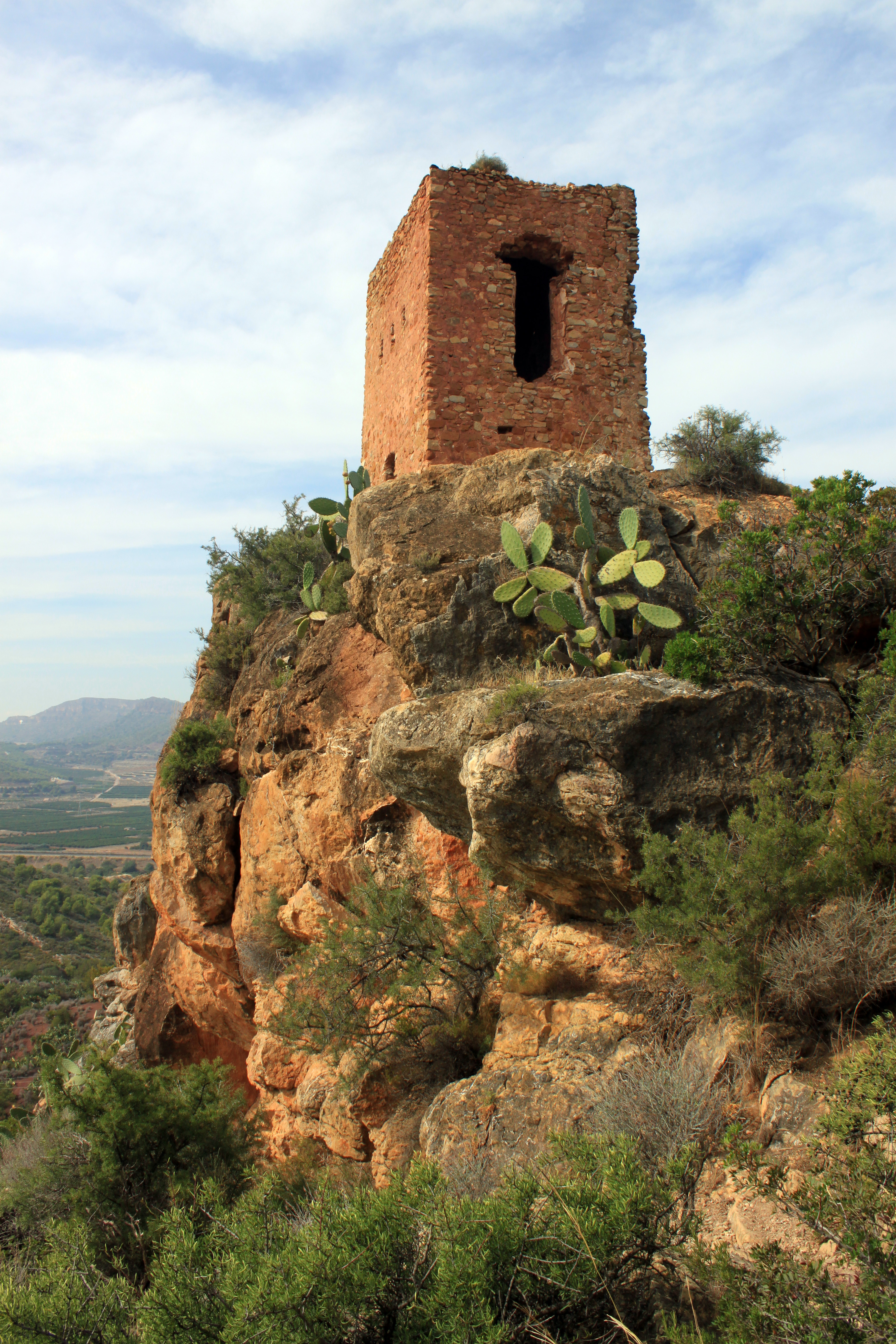

- Murallas de Almenara: datan del siglo XIV y han sido restauradas recientemente. Fueron declaradas BIC en 1985.[5]

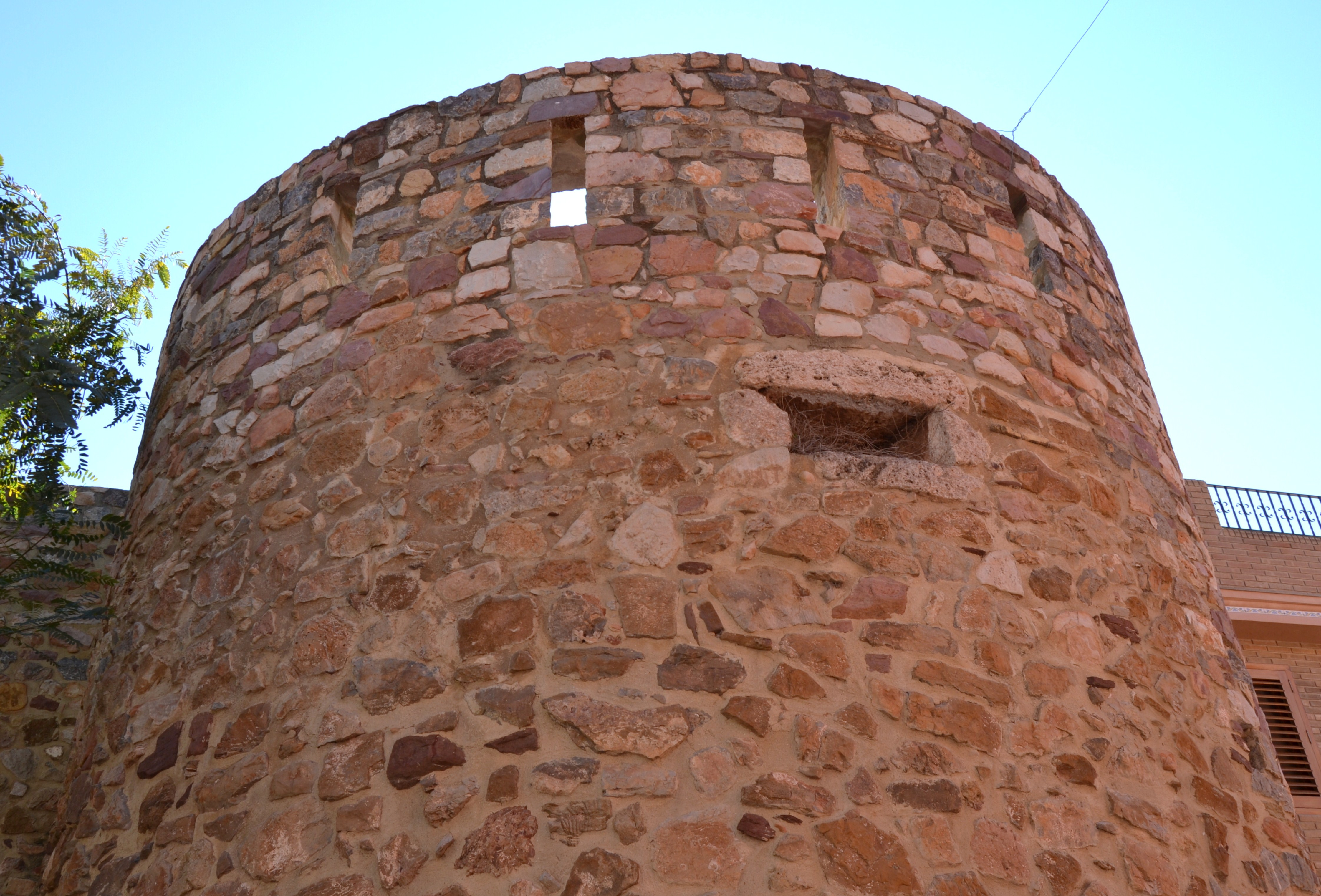

- Yacimiento del Punto del Cid (en valenciano Punt del Cid): se trata de un yacimiento de tamaño considerable, que se extiende por la ladera y una de las lagunas. Debido a que se han construido fortificaciones sobre él hasta época tan reciente como la guerra civil, la identificación de los vestigios es bastante complicada. Tradicionalmente se identifica una de las construcciones con un templo romano dedicado a Venus y que cita Polibio al hablar del campamento que Publio Cornelio Escipión estableció a unos 15 km de Sagunto. Esta identificación es, sin embargo, discutida, ya que autores como José Alcina han relacionado los restos con un mausoleo en lugar de un templo. Por otra parte, se cree que existió un puerto en uno de los estanys, que fueron navegables hasta la Edad Media, y podrían relacionarse con el Palus Naccararum que menciona Avieno.[11]
- Yacimiento del Estany Gran: Está localizado en el fondo de una de las lagunas (estany), a 1,5 km de la costa actual. En él se encontraron más de 5000 piezas líticas que indicaron la existencia de un campamento o taller epipaleolítico, aunque no es fácil determinar si proceden del mismo sitio en que fueron hallados o fueron arrastrados hasta allí. Es interesante constatar la asociación de los campamentos epipaleolíticos con medios lagunares y marjales, como en los casos de la antigua laguna de Villena (yacimientos del Arenal de la Virgen y Casa de Lara), la Albufera de Anna o el Collado de Oliva.[12]

### Patrimonio natural

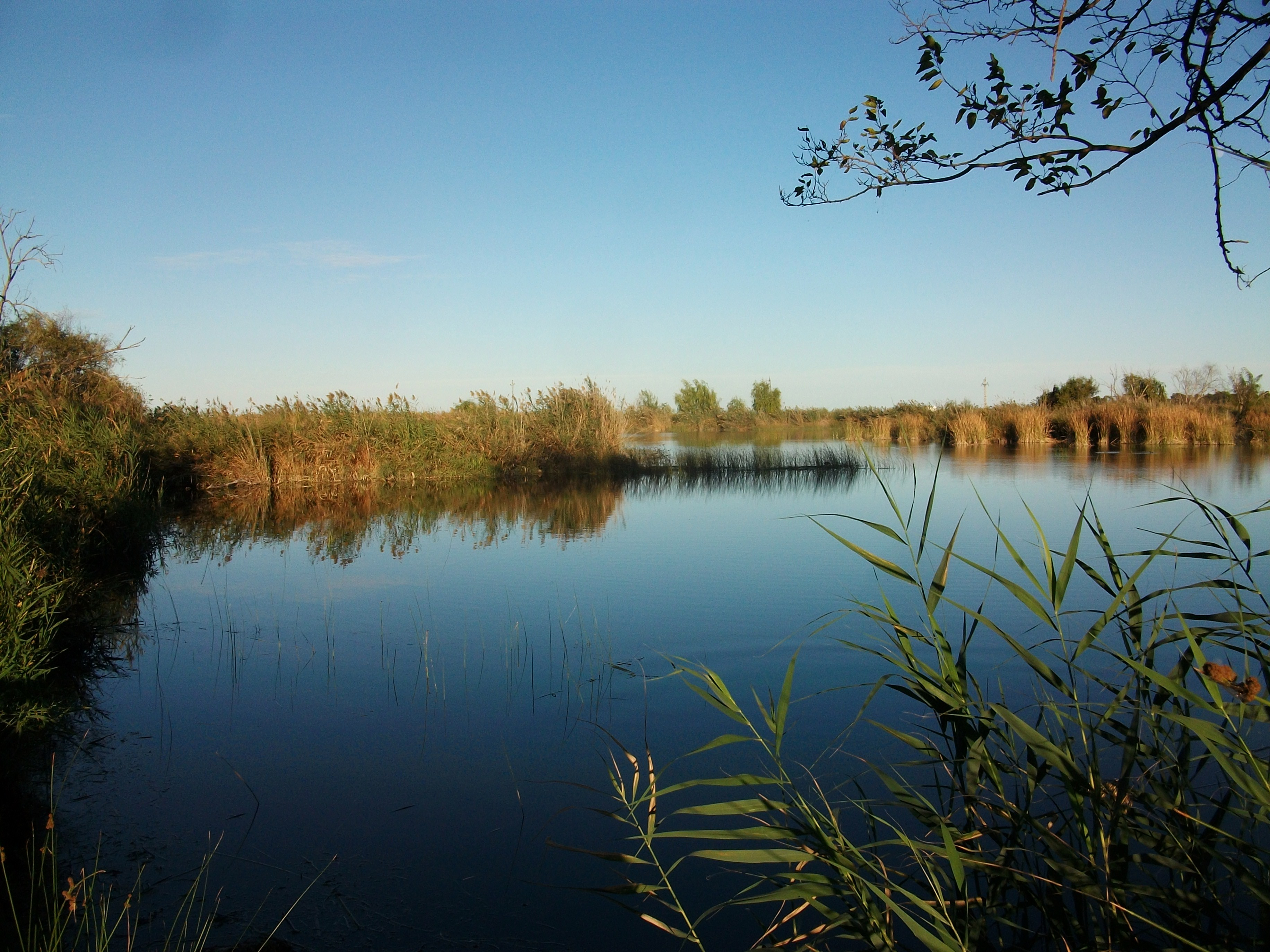
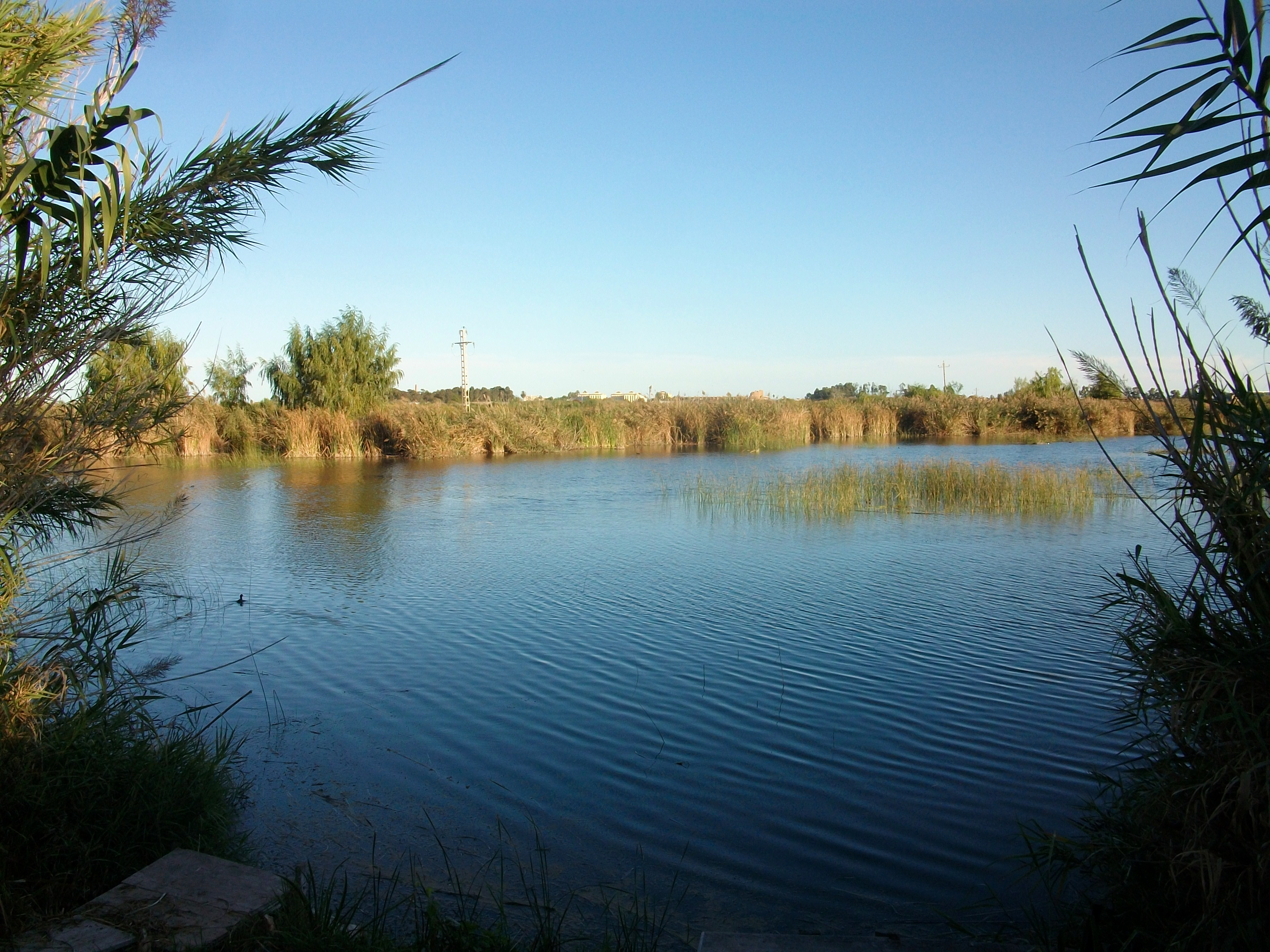
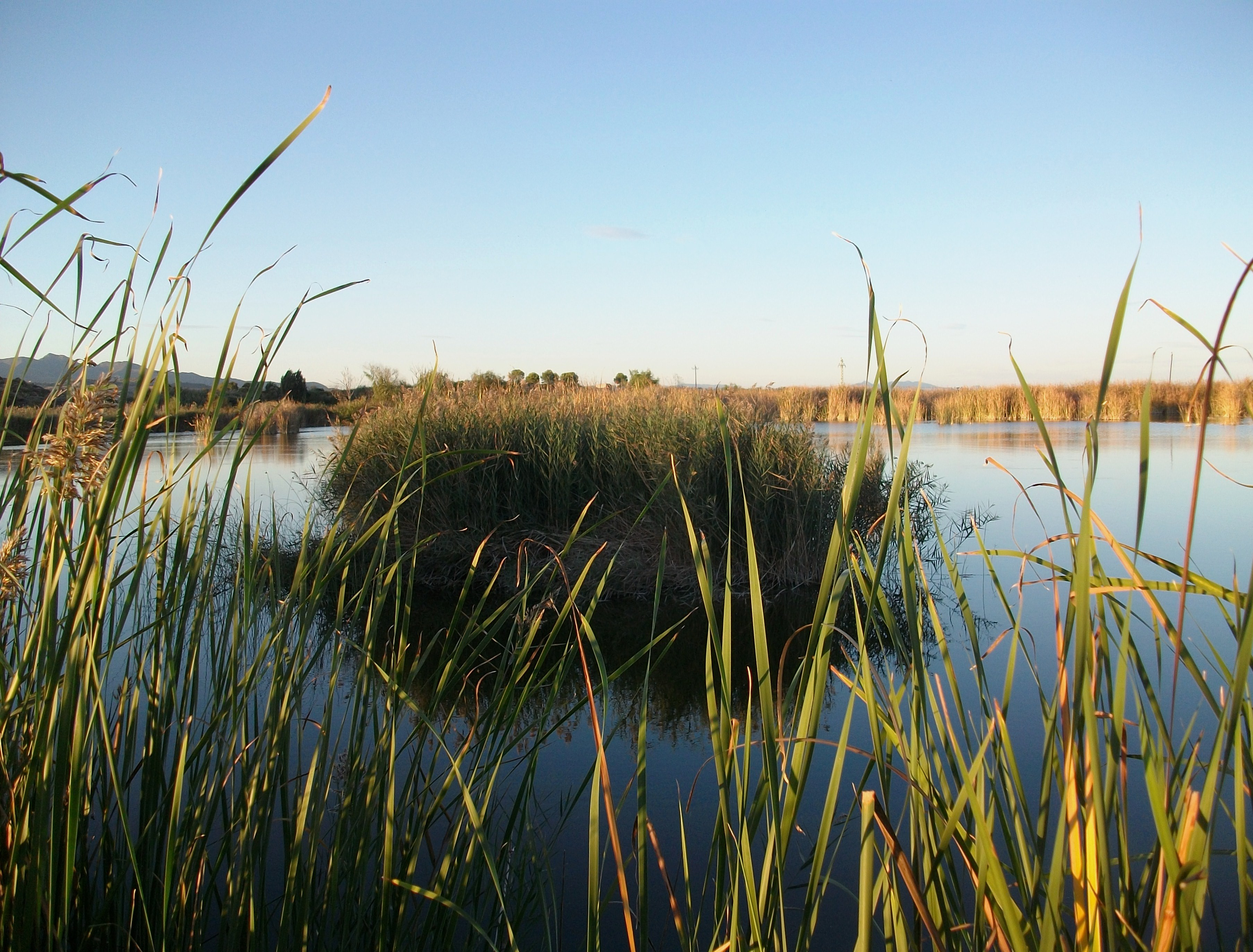
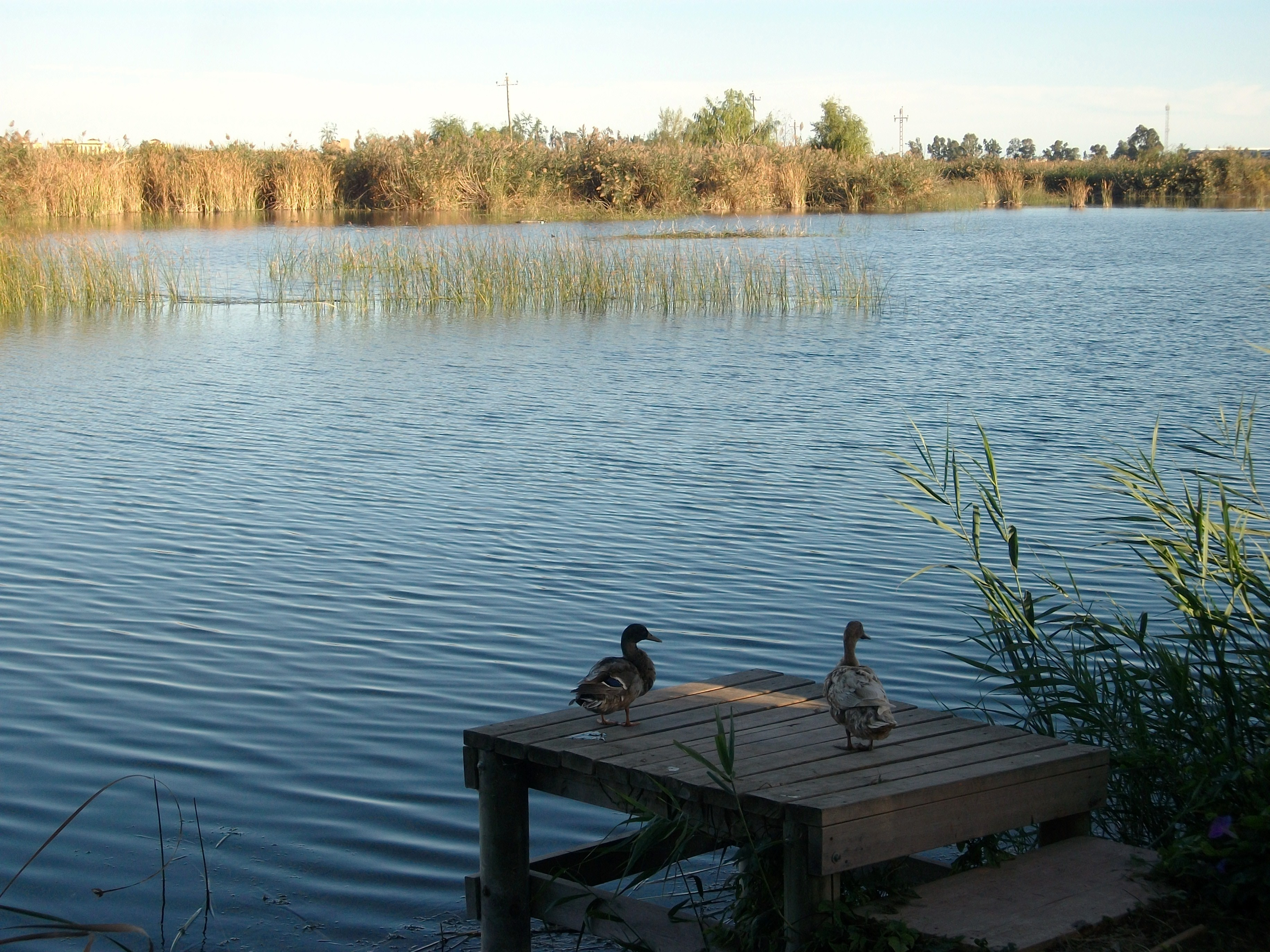
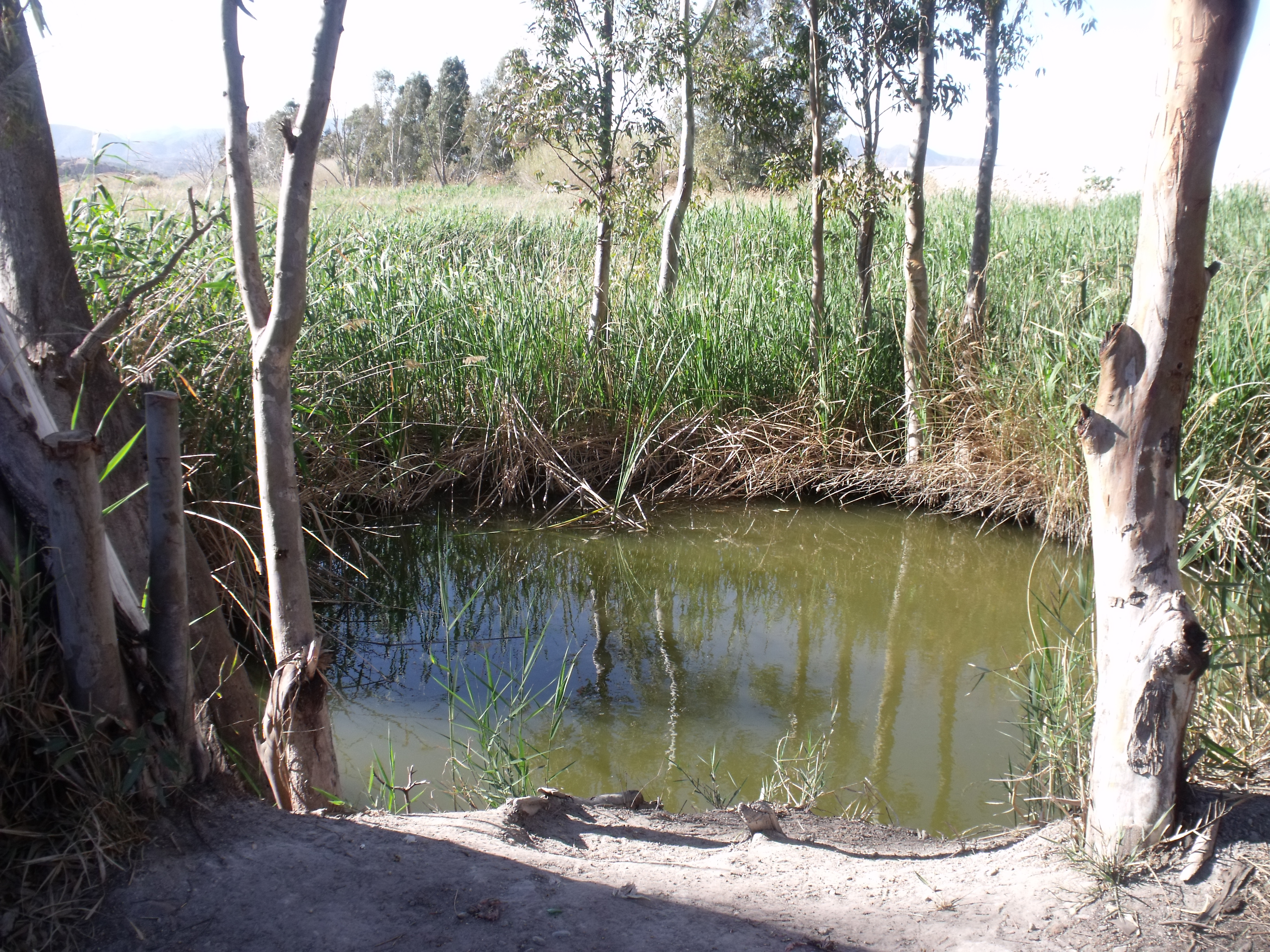
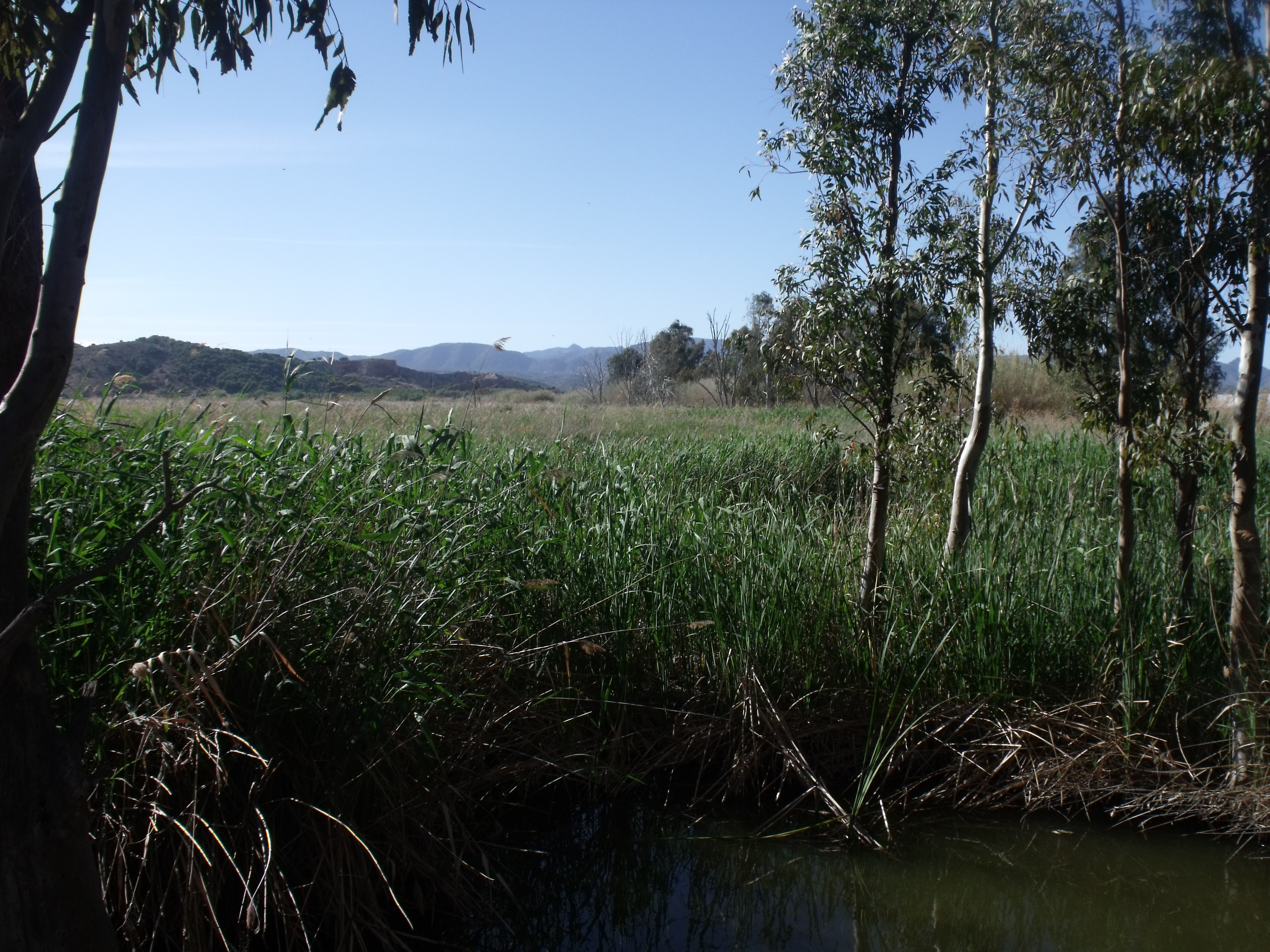
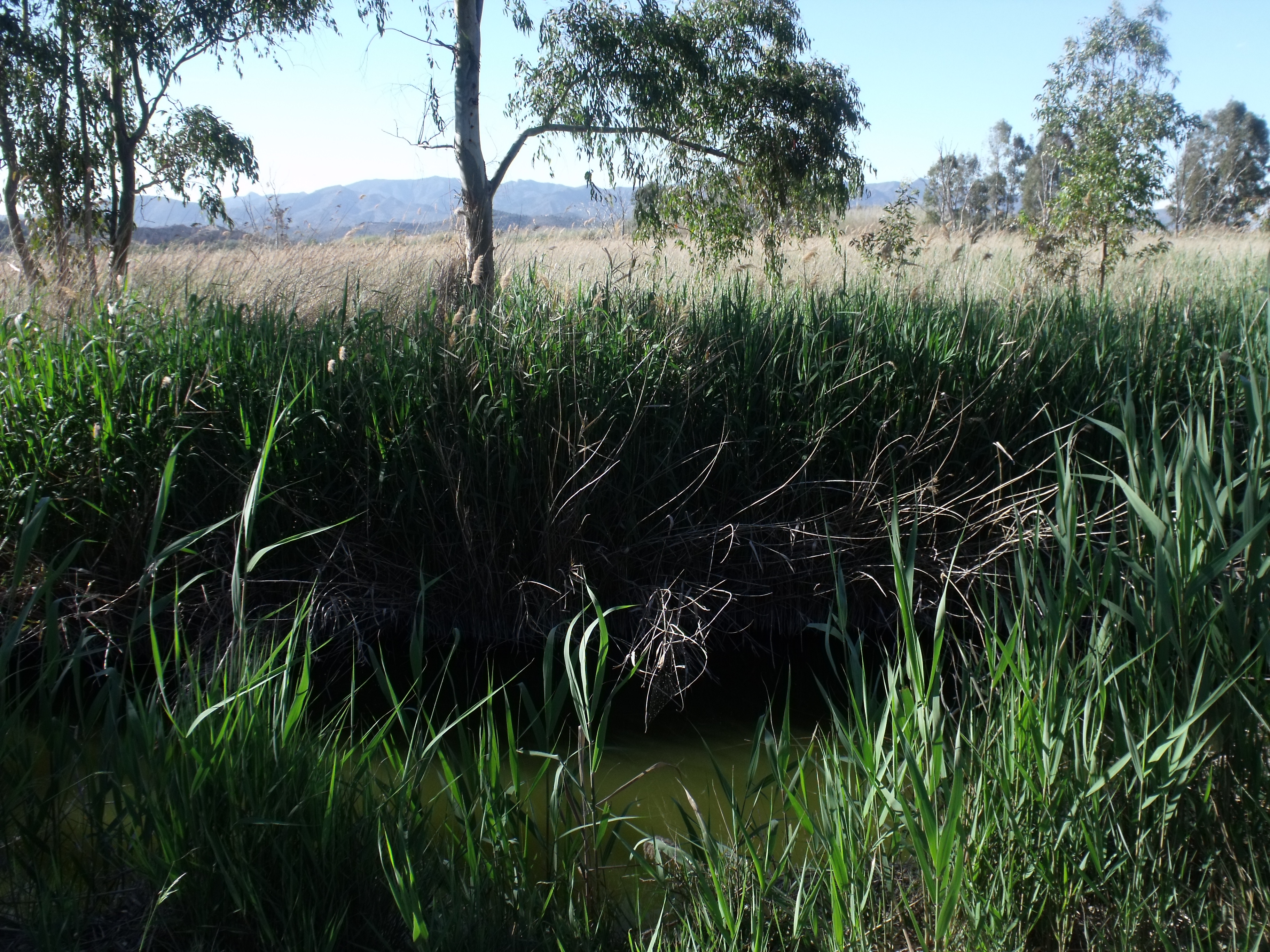

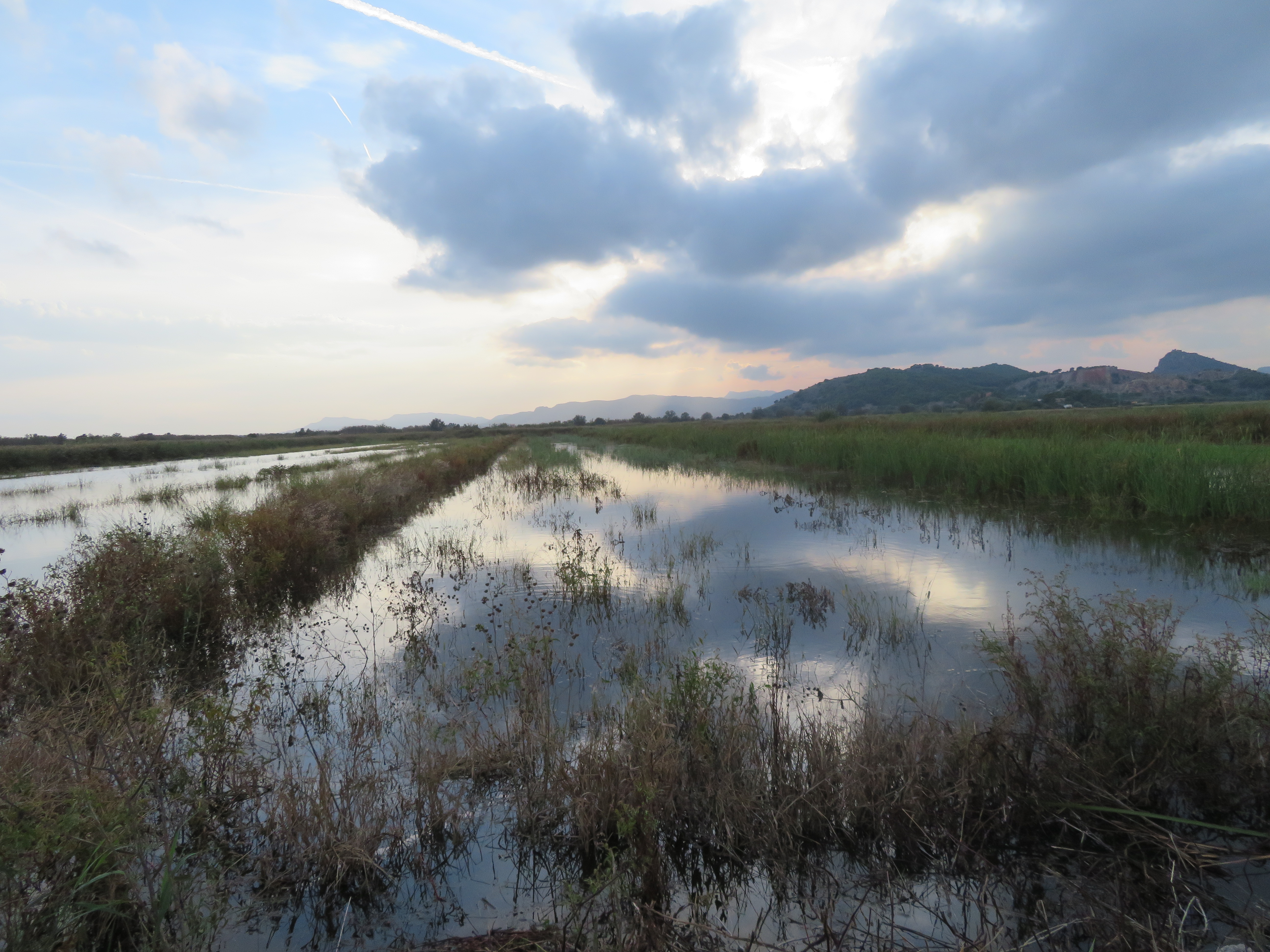
Paraje de la Marjal de Almenara.

- Paraje de la Marjal de Almenara.Estanys: se trata de un paraje formado por tres lagunas, resto de una antigua zona húmeda que ha conservado sus características gracias a dos ojos de agua dulce que manan constantemente. Al igual que en otras zonas húmedas de la costa mediterránea, se pueden contemplar numerosas especies de aves acuáticas y peces.[13]
- Marjal de los Ullals: se trata de un humedal que ocupa una franja de 1486,76 ha paralela a la costa mediterránea repartida en los municipios de Almenara, Moncofa, Chilches, La Llosa, Cuartell, Benavites y Sagunto. Buena parte de estos marjales han sido ocupados por el cultivo de cítricos y urbanizaciones, lo que, junto con la desecación, ha disminuido considerablemente su extensión desde principios del siglo XIX. Entre la flora cabe destacar el endemismo exclusivamente valenciano Thalictrum maritimum, y como especie amenazada en la Comunidad Valenciana el nenúfar blanco (Nymphaea alba). En cuanto a fauna, es una de las áreas más importantes de la Comunidad Valenciana, con más de 300 especies de vertebrados (muchas de ellas amenazadas a nivel autonómico, estatal, e incluso internacional) correspondiendo 7 especies a peces, 4 a anfibios, 15 a reptiles, 254 a aves y 26 a mamíferos. Este humedal destaca especialmente por ser una localidad de gran importancia para la nidificación, migraciones e invernada de las aves acuáticas y marinas, habiéndose censado durante el invierno hasta más de 20 000 individuos pertenecientes a diversos grupos. Entre los reptiles destaca la presencia del galápago europeo y del galápago leproso, éste ya prácticamente desaparecido.[14] Dentro del Catálogo de Zonas Húmedas de la Generalidad Valenciana pertenece al grupo llamado albuferas y marjales litorales.
- Playa Casablanca: tiene cerca de 4 km de longitud y está formada por arena y grava. Debe su nombre a una finca llamada Casa Blanca, que fue sede de una compañía inglesa que desecó los terrenos pantanosos. Paradójicamente, la finca pertenece actualmente a La Llosa, tras un reajuste de los límites municipales que tuvo lugar en 1939.[15] En ella se halla uno de los cordones dunares mejor conservados de la provincia de Castellón, destacando algunos plantas endémicas muy infrecuentes y la importante nidificación del chorlitejo patinegro.[16]

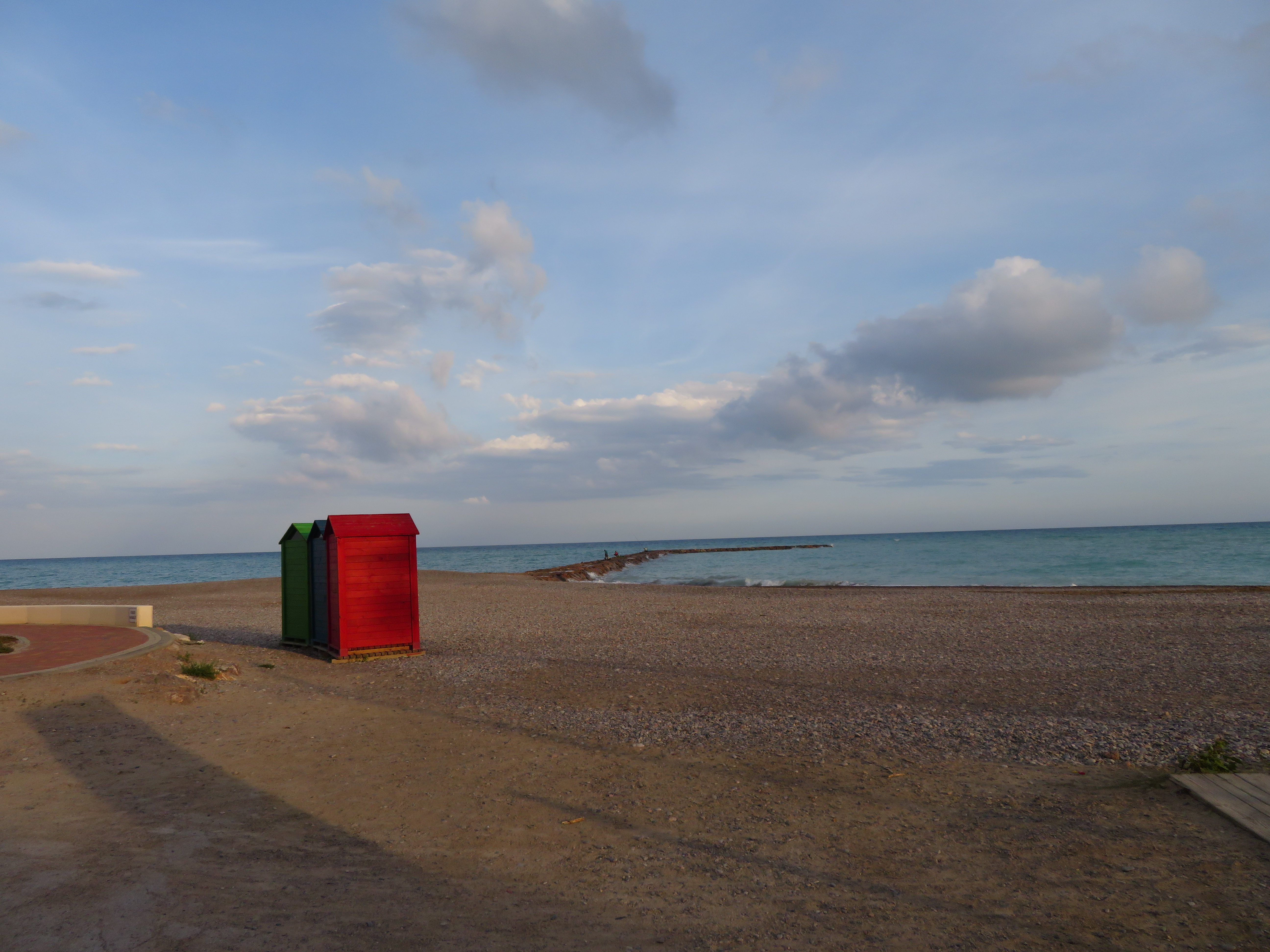
Playa Casablanca de Almenara.

## Urbanismo

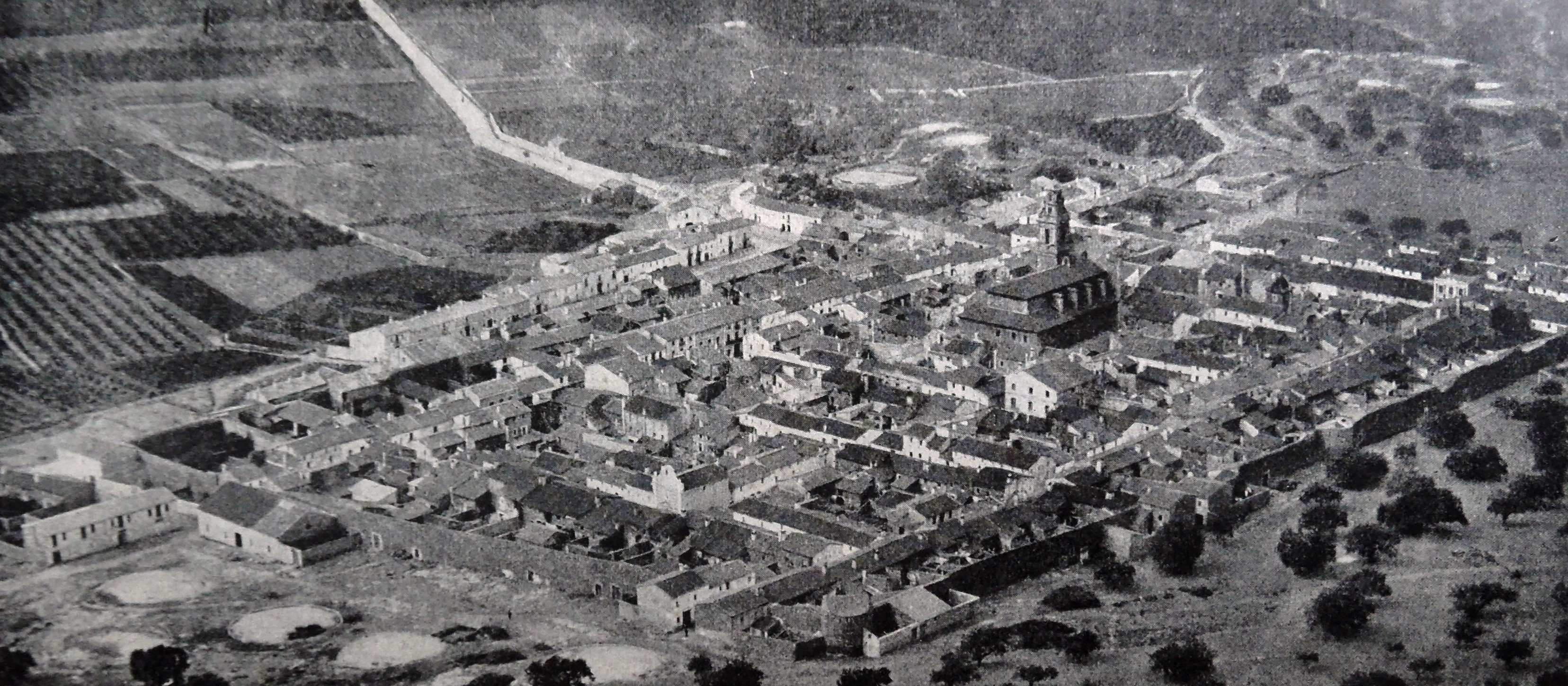
Vista de Almenara en la década de 1920, donde se distingue claramente el trazado ortogonal original, parte de los lienzos de muralla norte y este, así como el arrabal al sur y los incipientes arrabales a este y oeste.

El actual casco urbano de Almenara proviene de la población que levantaron al pie del castillo los nuevos pobladores cristianos que fueron llegando a partir de 1238. Se construyó en un terreno llano aunque con cierto desnivel, y se creó según un plano en cuadrícula dentro de un perímetro rectangular perfecto, típico de las poblaciones fundadas o repobladas por Jaime I. Este estaba conformado por dos ejes transversales (actuales calles de Enmig y Sants Joans), cortados en cuadrícula por tres calles, formando doce manzanas a su vez envueltas por la muralla.
A principios del siglo XVI se construyó una nueva muralla de mayores dimensiones, añadiendo algunas manzanas al trazado primitivo, pero sin romper la regularidad inicial. En 1543 se comenzó a construir un segundo lienzo de murallas, concéntrico al anterior, de manera que entre ambos quedaba un espacio de 3,25 m llamado Corredor de la Murada. Se sabe que en 1820 ya contaba con dos arrabales, que fueron inductores del posterior crecimiento.
Durante el siglo XX la villa creció de manera bastante regular. Primero hacia el oeste y el sur, llegando hasta la antigua N 340 y después hacia el noroeste, hacia la carretera de Vall de Uxó, con una serie de calles que ascienden por la vertiente del cerro del Castillo. Finalmente, creció hacia el este y sureste, sobrepasando la N 340 y acercándose al ferrocarril. La expansión estuvo muy condicionada por el plano en damero de la villa medieval, y por tanto Almenara posee un aspecto homogéneo y cuadriculado trucando sólo al norte, donde algunas calles se adaptan al relieve del monte, y al sur, donde la antigua N 340 traza una ligera diagonal de entrada y salida.

## Cultura

### Fiestas
- San Antonio. Se celebra en enero. Bendición de animales y hoguera vecinal.
- Santa Cecilia. Se celebra en noviembre. Es la fiesta de la asociación musical.
- San Roque. Se celebran en agosto. Las actividades tienen lugar en la playa.
- Fiestas Patronales. En honor de N.ª S.ª del Buen Suceso y San Roque. Se celebran el último sábado de septiembre.
- Fiestas Populares del Barrio de Arriba de la Muralla. Se celebran en junio.

### Gastronomía
Los platos más típicos de la zona son: el postre de «coca tapá» de almendra, la «paella», el «all i pebre» y las «albóndigas de fiestas».